# Économie de la république populaire de Chine
La Chine est le deuxième pays du monde par son produit intérieur brut (PIB) nominal, derrière les États-Unis. En 2014, elle est devenue, selon les dernières estimations de la Banque mondiale, le premier pays au monde pour le PIB à parité de pouvoir d'achat (PPA), passant devant les États-Unis. En 2017, le produit intérieur brut (PIB) en PPA chinois s'est élevé à environ 23 120 milliards de US$ contre  19 360 milliards de US$ approximativement pour les États-Unis, ce qui confirme bien le dépassement chinois à long terme.
En 2015, la prévision de la croissance économique chinoise, jusqu'ici très rapide, est abaissée en dessous de 7 % par an, ce qui reste élevé mais représente tout de même le taux le plus bas depuis 25 ans. Dans les années à venir, la Chine pourrait garder une croissance supérieure à celle des États-Unis. Toutefois, le Center for Economics and Business Research prévoit en 2025 que la Chine ne dépassera pas le PIB des États-Unis avant au moins 2040. Le rythme de cette expansion économique exponentielle reste toutefois incertain à long terme, et demandera des choix stratégiques à faire à la direction du Parti communiste chinois, notamment au profit des investissements pour la recherche et le développement.
Dirigée par le parti communiste depuis 1949 et l'arrivée au pouvoir de Mao Zedong, l'économie de la Chine était marquée par un très fort interventionnisme d'État jusqu'aux années 1970. Inspiré du modèle soviétique, ce modèle économique dirigiste comprenait des planifications dans de nombreux secteurs agricoles et industriels, ainsi qu'un relatif isolement sur la scène du commerce international. Depuis 1978, année de l'accession au pouvoir de Deng Xiaoping, la Chine a développé un modèle fréquemment nommé « économie socialiste de marché », qui fait se côtoyer un secteur public toujours omniprésent et un certain libéralisme économique, ainsi qu'une ouverture progressive de son marché intérieur.
Depuis les années 1980, le pays a connu une croissance économique particulièrement soutenue, dépassant les 10 % certaines années et ne se montrant que peu sensible aux chocs conjoncturels - notamment la crise des subprimes et la crise de la dette dans la zone euro. De 2000 à 2010, la Chine a fourni 33 % de la croissance mondiale en valeur absolue. Cependant, la population reste relativement pauvre : en parité de pouvoir d'achat, on évalue le PIB par habitant en 2013 à 9 800 dollars par habitant, ce qui place la Chine au 121e rang mondial. Pourtant, les calculs de PPA sont notoirement difficiles; ainsi, les estimations de la Banque mondiale de 2014 ont fortement révisé les données chinoises (et indiennes) en hausse, avec un PIB par habitant à 13 217 dollars qui a placé la Chine au 81e rang mondial. Ces chiffres recouvrent toutefois d'importantes inégalités régionales : la côte est, où se trouve le cœur économique du pays avec notamment Shanghai, Hong Kong et Macao, concentre la production de richesse aux dépens des provinces de l'ouest, restées très rurales et présentant un important retard de développement.
La population active du pays compte 800 millions de personnes. L'agriculture occupe 33,6 % de la main d'œuvre en 2012, mais ne représente que 10 % du PIB. L'industrie a en revanche une place prépondérante : elle emploie environ 30,3 % de la population active et est le secteur le plus productif, avec près de 47 % du PIB. Le fort excédent commercial provoqué par les exportations industrielles a permis au pays de se constituer de grandes réserves de change qui ont atteint 3 820 milliards de dollars au 1er janvier 2014, soit les plus importantes jamais enregistrées. Ces réserves donnent au pays une puissance financière considérable sur la scène internationale. La finance chinoise connaît cependant des difficultés liées à l'explosion du « shadow banking », finance non conventionnelle et non régulée, que le pouvoir politique ne parvient pas à endiguer et que l'agence de notation Moody's estime à 4 800 milliards de dollars début 2014.
Le secteur public continue à tenir une importante place dans la vie économique mais les entreprises privées y jouent un rôle croissant et le pays s'est fortement intégré dans le système économique mondial. Symbole de cette ouverture récente, la Chine est devenue membre de l'Organisation mondiale du commerce en 2001.
Selon le Bureau national des statistiques, l'économie chinoise a augmenté de 4,8 % au premier trimestre 2021 malgré le Coronavirus.

## Historique

### De l'Antiquité auXIXesiècle: la prédominance de l'agriculture
Comme dans la plupart des autres grandes régions du monde, la production agricole a représenté l'activité économique principale en Chine pendant des millénaires. Une particularité de la Chine est la densité de population relativement forte dans les zones cultivables, surtout à partir de la dynastie Song. Cette période, qui s'étend du Xe au XIIIe siècle, a marqué une période de progrès et de prospérité : elle a conduit à une recherche particulièrement active de meilleurs rendements, par l'irrigation notamment. La culture végétale (blé et surtout riz) a également été privilégiée sur l'élevage.
On estime que la Chine a été la première puissance économique mondiale durant la majeure partie des vingt derniers siècles,,,. Jusqu'au XVIIIe siècle et la révolution industrielle, c'est également en Chine qu'on trouvait le niveau de vie le plus élevé de la planète.
De 1300 à 1820, en revanche, il ne semble pas que la richesse par habitant ait augmenté, mais la population totale passe de 100 à 380 millions de personnes environ, ce qui en fait déjà l'État le plus peuplé au monde. Au XVIIIe siècle, la forte croissance démographique a sans doute provoqué une désurbanisation relative, et peut-être une légère baisse du niveau de vie.
La Chine, première civilisation à utiliser le papier monnaie, a une longue histoire de relations économiques internationales. On retiendra quelques points de repères utiles :
- La dynastie des Yuan a organisé un système de routes et de poste efficaces, contribuant à la modernisation de l'économie chinoise.
- Au début de l'ère Ming, les flottes de l'amiral Zheng He ont renforcé les liens existant déjà sur la route des épices, entre l'Inde, la côte africaine orientale, l'Indonésie et supposément l'Australie ainsi que les Amériques (avant les Européens, cf. cartes de l'Amiral de cette époque).
- À la suite d'une période de repli sous les Ming, la dynastie Qing a vu son déficit économique s'accroître avec l'arrivée des colonisateurs occidentaux. Au milieu du XIXe siècle, l'économie chinoise a été dans sa plus grande partie asservie au commerce de l'opium pour les intérêts des colonisateurs, précipitant le pays dans un chaos économique et politique.

La bataille du Delta de la rivière des Perles, où les jonques de l'armée chinoise sont détruites par la marine britannique, le 7 janvier 1841.

### DuXIXesiècleà 1949: l'économie chinoise contrôlée par l'Occident
Au cours du XIXe siècle, le pays connaît de graves troubles d'ordre politique et géopolitique, qui marquent une période de lent déclin de la puissance chinoise. En 1842, l'Empire chinois est lourdement défait par le Royaume-Uni lors de la première guerre de l'opium et doit concéder le Traité de Nankin, qui octroie de nombreux privilèges commerciaux et territoriaux aux puissances occidentales. Les ports de Canton, Ningbo, Amoy (aujourd'hui Xiamen), Fuzhou et Shanghai sont ouverts de force au commerce extérieur ; les taxes et droits de douane deviennent fixes, et ces derniers ne peuvent excéder 5 % ; surtout, l'Empire britannique obtient le comptoir de Hong Kong, qui ne sera restitué à la Chine qu'en 1997.
Au cours du siècle, et jusqu'à la Trêve de Tanggu de 1933, une trentaine d'autres accords nommés « traités inégaux » par la Chine sont signés avec les puissances européennes, les États-Unis et le Japon. Dotés de nombreuses clauses unilatérales, ceux-ci ont essentiellement pour but de contraindre le pays à s'ouvrir aux échanges internationaux et de permettre l'installation de bases économiques occidentales. À partir de la fin du siècle, les Européens contrôlent ainsi une grande partie de l'économie chinoise, notamment dans les régions littorales. Dans le même temps, de nombreuses rébellions et guerres civiles éclatent à l'intérieur du pays. Celle des Taiping, entre 1851 et 1864, a fait entre vingt et trente millions de victimes.
Vers la fin du XIXe siècle, certaines régions du pays connaissent toutefois un début d'industrialisation. Des usines et des lignes de chemin de fer sont construites, essentiellement à l'est du pays. La situation politique intérieure et extérieure reste cependant très instable, et le niveau de vie moyen ne progresse pas très sensiblement. En 1937, le pays entre dans une guerre longue et meurtrière avec le Japon, et prend part aux combats de la Guerre du Pacifique aux côtés des Alliés. Bien que victorieuse, la Chine doit faire face à une guerre civile qui retarde le développement économique. Elle prend fin en 1949 avec la proclamation de la république populaire de Chine. Selon l'économiste Angus Maddison, il semble que la Chine ait été plus pauvre à cette époque qu'au début du XIXe siècle. D'après ses estimations pour 1950, le PIB chinois par tête correspond alors à environ la moitié de celui de l'Afrique et à moins des trois quarts de celui de l'Inde. Au sortir de douze années de conflits ininterrompus, qui ont gravement endommagé les infrastructures agricoles et presque totalement ruiné le début de développement industriel, la Chine est de loin le pays le plus pauvre du monde.

### 1949-1976: conversion à l'économie dirigiste de type communiste sous Mao Zedong
L'avènement de la république populaire de Chine en 1949 entraîne la mise en place d'un régime politique et d'une économie de type communiste, en partie inspirés de ceux existant alors en URSS. Le Parti communiste, dirigé par Mao Zedong de 1943 à sa mort en 1976, mène des politiques de planification économique dans l'agriculture et l'industrie ainsi que des grands travaux d'infrastructure (centrales électriques, irrigation, extension des terres cultivables). Sur le plan du commerce extérieur, il s'agit d'une période d'isolement sur la scène économique mondiale, la Chine n'ayant quasiment de relations commerciales qu'avec l'URSS ou des pays communistes d'Asie (Corée du Nord, Viêt Nam).
Ces politiques volontaristes ont permis de réduire l'extrême pauvreté, notamment dans les villes, en offrant un accès à la nourriture, l'eau potable et aux soins médicaux au plus grand nombre, et ce alors que la population est passée d'environ 600 millions de personnes en 1949 à 900 millions en 1976. Cependant, certaines ont connu un échec retentissant. Le Grand Bond en avant, un vaste programme de collectivisation agricole et de travaux publics, s'avéra irréaliste et causa une grande famine et la mort de 20 à 40 millions de personnes entre 1959 et 1962. De même, la Révolution culturelle (de 1966 à 1976) conduit le pays au bord de la guerre civile et désorganise l'économie urbaine jusque dans les années 1980.

### Depuis 1976: essor de «l'économie socialiste de marché»

#### L'ère Deng

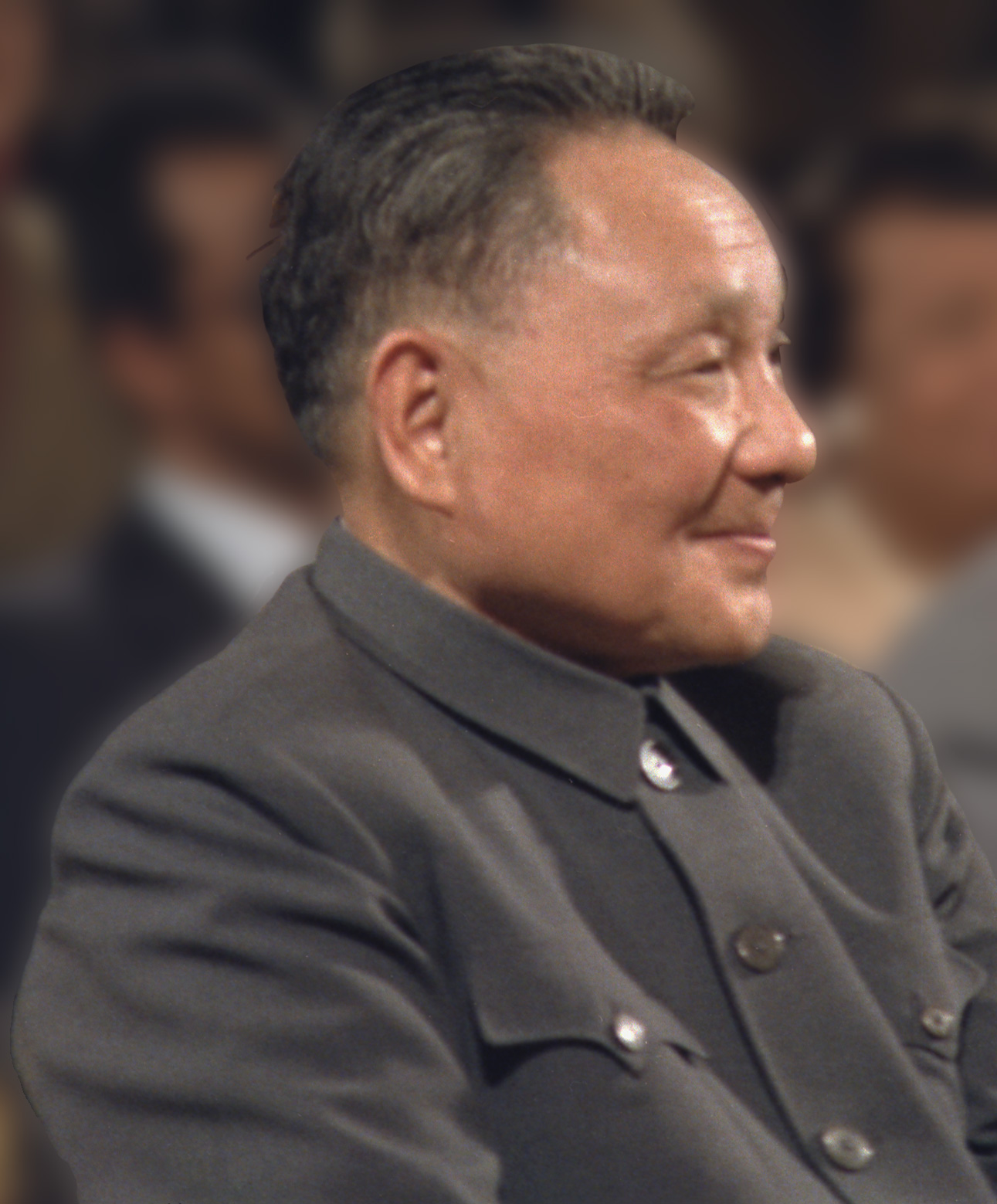
Deng Xiaoping, dirigeant de la république populaire de Chine de 1978 à 1992, en 1979.

Après la mort de Mao Zedong en 1976, une lutte féroce entre prétendants fait rage au sommet de l'État. L'ex-secrétaire général du Parti communiste Deng Xiaoping parvient finalement au pouvoir en 1978. Jusqu'à son retrait de la vie politique en 1992, il met en œuvre une politique fréquemment désignée sous le nom d'économie socialiste de marché, dans la mesure où elle marie des éléments de l'époque maoïste (contrôle politique autoritaire de l'économie, plans volontaristes d'industrialisation et de grands travaux) et un certain libéralisme économique. Cette synthèse idéologique permet à la Chine d'ouvrir progressivement son économie tout en conservant son régime politique.
La Chine entame ainsi dans les années 1980 « une libéralisation limitée du marché intérieur et une ouverture graduelle aux investissements internationaux ». En 1986, elle demande à adhérer à l'Accord général sur les tarifs douaniers et le commerce (GATT), précurseur de l'Organisation mondiale du commerce (OMC) qu'elle rejoindra en 2001.
Depuis les années 1980, la Chine connaît une industrialisation massive et est ainsi peu à peu devenue un acteur majeur dans les industries de main-d'œuvre, les industries textiles et les objets manufacturés de basse qualité. Grâce à une main-d'œuvre nombreuse et bon marché ainsi qu'à un taux de change très compétitif, elle peut exporter de très grandes quantités à des prix très bas. L'industrialisation volontariste renforce ses capacités productives et exportatrices d'année en année, ce qui vaut au pays le surnom d'« atelier du monde ».
L'ouverture économique internationale de la Chine repose quant à elle sur les Zones économiques spéciales (ZES), qui couvrent aujourd'hui la quasi-intégralité du littoral chinois. Offrant des conditions de travail à bas coût et des avantages fiscaux aux firmes multinationales, elles les contraignent toutefois à rendre publiques leurs technologies en cas de délocalisation des usines. Les autorités chinoises ont adopté une stratégie d'ouverture très progressive, qui n'a commencé à se concrétiser que dans les années 1990 pour des secteurs-clés comme les banques ou les assurances. Cette ouverture parcimonieuse, synonyme d'arrivée de capitaux étrangers, lui a permis de quasiment ignorer la crise asiatique de 1997.

#### Adhésion à l'Organisation mondiale du commerce (2001)

Carte des pays membres de l'OMC en 2014.

Symbole de son insertion progressive dans le système économique international, la république populaire de Chine adhère à l'Organisation mondiale du commerce (OMC) le 11 décembre 2001.
Cette adhésion, officiellement demandée par la république populaire de Chine le 10 juillet 1986, couronne vingt ans d'un travail de réformes économiques soigneusement planifiées et fait suite à quinze ans de dures négociations. Les négociations permettant cette adhésion ont abouti le 17 septembre 2001. À la suite de ces négociations, la république populaire de Chine a donc adhéré à l'OMC le 11 décembre, après une cérémonie de signature à Doha le 11 novembre,, pour devenir officiellement membre de l'organisation au 1er janvier 2002.
Comme prévu lors des négociations, la république populaire de Chine s'engage à libéraliser son économie et doit en particulier :
- accorder un traitement non discriminatoire à tous les membres de l'OMC. Toutes les entreprises étrangères se verraient accorder un traitement qui ne serait pas moins favorable que celui accordé aux entreprises chinoises en matière de commerce ;
- ne pas pratiquer de contrôle des prix à des fins de protection des producteurs ou fournisseurs de service locaux ;
- refondre sa législation intérieure, présente et future, pour la mettre en accord avec l'accord conclu avec l'OMC ;
- dans les trois ans suivant l'adhésion, donner le droit à toutes les entreprises d'importer, d'exporter et de commercer librement avec l'étranger, avec un nombre limité d'exceptions ;
- ne pas maintenir ou accorder de subventions à l'exportation sur ses produits agricoles.

#### Années 2000: une place grandissante dans l'économie mondiale
L'adhésion de la Chine à l'OMC en 2001 a confirmé sa place grandissante dans l'économie mondiale, faisant d'elle un nouveau pôle économique de taille mondiale à l'instar des États-Unis, de l'Union européenne et du Japon. Les exportations chinoises, particulièrement compétitives en raison du faible taux de change du yuan, constituent une grande partie du déficit commercial américain. La Chine dispose ainsi d'énormes réserves de change, qui garantissent dix-huit mois d'importation, en couvrant dix fois les dettes à court terme du pays et en gageant 20 % de la masse monétaire. Dopée par l'excédent commercial, la Banque du Peuple engrange quinze milliards de dollars de devises supplémentaires chaque mois. Parallèlement, le gouvernement chinois lance sa Go Out policy, stratégie de mondialisation encourageant les entreprises chinoises à investir dans les secteurs stratégiques des économies étrangères.
Des délégués participant au XVIe Congrès du Parti communiste chinois en novembre 2002 à Beijing ont souligné que la réussite de la réforme des entreprises d'État — entreprise au début des années 1990 par Jiang Zemin — a été primordiale pour promouvoir le développement rapide de l'économie nationale et l'accroissement du niveau de vie. Ces entreprises publiques sont supervisées par la State-owned Assets Supervision and Administration Commission (SASAC) fondée 10 mars 2003 et dirigé par le Conseil des affaires de l'État de la république populaire de Chine. Elle avait 196 entreprises publiques sous sa supervision en 2003, mais ce nombre a été réduit à 97 en 2016.
Cependant, dans le nouveau contexte économique teinté de libéralisme, les entreprises publiques — ou danwei — ont du mal à trouver leur place et rencontrent quelques difficultés. Leurs pertes ont atteint le chiffre record de 102,6 milliards de yuans (12,75 milliards de dollars) en 2005, soit une augmentation de 56,7 % en base annuelle, selon les  chiffres du Bureau d'État des Statistiques (BES). Sur les deux premiers mois de 2006, les pertes des entreprises publiques ou contrôlées par l'État atteignent déjà 26,2 milliards de yuans, soit 3,25 milliards de dollars. L'augmentation des coûts de production, un système de fixation des prix inefficaces, la surcapacité et d'importantes lacunes d'ordre technologique sont les principales causes de cette situation.
Affichant des taux de croissance frôlant régulièrement les 10 % par an depuis 1978, soit un doublement du niveau de vie moyen tous les huit à neuf ans, compte tenu d'une croissance démographique de 1 % par an, l'économie chinoise est parfois décrite comme étant en « surchauffe ».
Au cours de l'été 2007, a eu lieu le scandale des fournisseurs de peintures et de pigments qui se sont avérés être des falsifications de matières premières à l'insu des ateliers chinois. La Chine a renforcé les contrôles de qualité, sécurité et fiabilité afin de rassurer les importateurs de jouets dans le monde et interdit l'utilisation de peintures au plomb dans la fabrication de jouets[réf. nécessaire].

#### Crises de 2008-2009: la Chine moins affectée que le reste du monde
Comme les autres pays intégrés à l'économie mondiale, la Chine est affectée par la crise économique de 2008, toutefois sans commune mesure avec les pays occidentaux : le taux de croissance annuel passe de 12 % en 2007 à 6 % en 2008, au plus fort de la crise, alors que la quasi-totalité des pays développés ont connu un ou plusieurs trimestres de récession. Le rebond est par ailleurs très fort, puisque le taux de croissance atteint à nouveau les 12 % en janvier 2010.

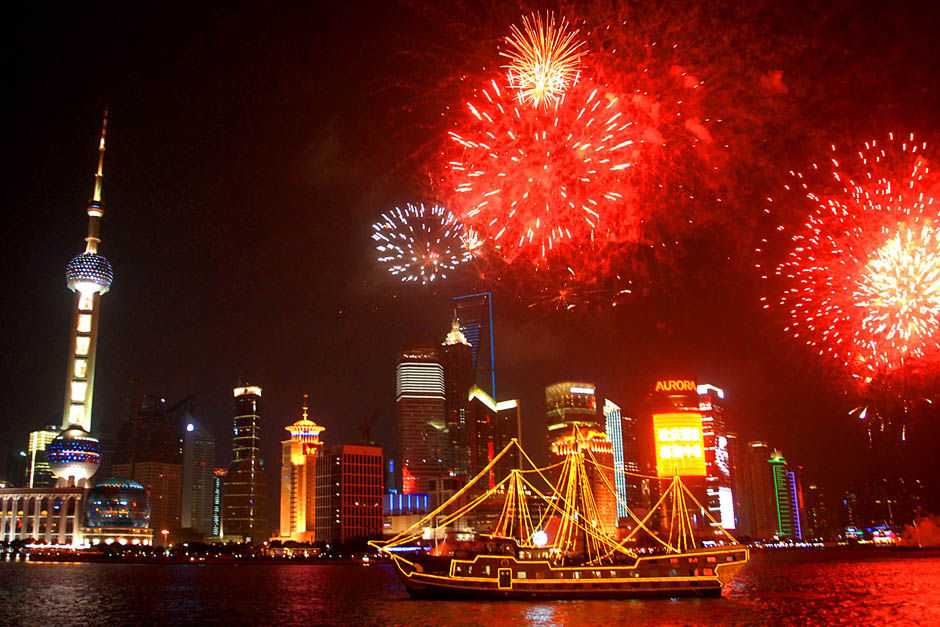
Shanghai est la ville la plus peuplée de Chine et possède le plus grand port du monde.

Néanmoins, la récession américaine a eu des effets sur la croissance du pays, qui dépend en grande partie de ses exportations vers les États-Unis. Le gouvernement chinois annonce en novembre 2008 un plan de relance de 15 % du PNB dans les deux ans à venir pour relancer la croissance. Les 4 000 milliards de yuans (soit 454 milliards d'euros) sont destinés à des grands travaux d'infrastructures (voies ferrées, ports, autoroutes, barrages hydrauliques), au développement rural, à la préservation de l'environnement et à la construction de logements sociaux. Ce budget prévu comprend les 1 000 milliards de yuans alloués pour la reconstruction de la province du Sichuan en juin 2008 à la suite du séisme du Sichuan de mai 2008.
La crise de 2008 aurait également eu des effets sociaux importants. D'après un chercheur de l'Académie des sciences sociales de Pékin, le taux de chômage dans les villes chinoises serait en réalité de 9,4 % à la fin 2008, soit bien plus que les 4 % affichés par les autorités. Selon Huang Yunlong, le vice-gouverneur du Guangdong, 600 000 migrants qui travaillaient dans la province seraient retournés dans leur ville ou leur village d'origine en 2008.
En outre, la crise fait ressurgir des points de tensions avec les puissances occidentales. Le débat de la sous-évaluation du yuan, vieux de plusieurs années, a pris une acuité nouvelle avec la crise des subprimes, et a fait l'objet au début de 2009 de déclarations très critiques de la part de la nouvelle administration Obama. Timothy Geithner a en effet accusé la Chine de maintenir volontairement le cours du yuan artificiellement bas vis-à-vis du dollar américain, afin d'engranger des excédents commerciaux records. Le sujet du respect des droits de la propriété intellectuelle donne également lieu à des tensions entre la Chine et les autres pays membres de l'OMC : les États-Unis ont en effet déposé à l'OMC une plainte contre la Chine pour violation des droits de propriété intellectuelle, ce qui a donné lieu à un rapport de l'OMC du 26 janvier 2009.

#### Société de consommation et réformes récentes
Le troisième Plenum du XVIIIe Comité central du Parti communiste chinois, tenu à Pékin du 9 au 12 novembre 2013, a décidé une série d'importantes réformes :
- mesures réduisant l'intervention de l'État : suppression des procédures d'examen et d'approbation préalables pour les investissements (sauf dans les secteurs de la sécurité nationale et de l'écologie et pour les investissements stratégiques) ; fin des prix administrés (sauf services publics) au profit de prix de marché ;
- mesures accroissant le rôle des capitaux privés : possibilité de leur association avec des capitaux publics, impliquant la fin des monopoles d'État dans divers secteurs : chemins de fer, transport aérien, finance, énergie et télécoms ; possibilité de créer des banques privées ;
- renforcement de l'indépendance de la justice[39] ;
- réforme des terres agricoles afin de donner davantage de droits aux agriculteurs sur la propriété des terres qu'ils cultivent[40] ;
- rééquilibrer le mode de croissance en le réorientant vers le marché intérieur : réforme des modalités d'évaluation des dirigeants locaux (la croissance du PIB ne sera plus le seul critère important, de nombreux critères de bonne gestion et des critères sociaux et écologiques seront pris en compte), amélioration des régimes sociaux, réforme du hukou et de la politique de l'enfant unique, etc[41].

En 2014, la Chine fonde la Banque asiatique d'investissement pour les infrastructures (AIIB) pour contrebalancer le poids des institutions financières issues du monde occidental. En mars 2015, le Royaume-Uni, suivi de la France, l'Allemagne et l'Italie annoncent leur souhait de devenir membres de la banque asiatique d'investissement pour les infrastructures. La Suisse a fait de même quelques jours après et la Russie a également annoncé son accord fin mars 2015. En ce qui concerne les 57 pays membres, le Japon et l'Inde sont les seules grandes économies en Asie à ne pas demander l'adhésion. Taiwan l'a également demandé, mais celle-ci a été rejetée. Même la Corée du Nord a demandé l'adhésion, mais beaucoup plus de transparence économique aurait été nécessaire pour qu'elle rejoigne la banque. Presque toute l'Europe occidentale, sauf la Belgique et l'Irlande, a officiellement adhéré à l'AIIB.
Dotée de plusieurs dizaines milliards de dollars, elle a pour but d'asseoir la nouvelle diplomatie économique chinoise et de financer les besoins massifs en infrastructures en Asie (autoroutes, chemins de fer, télécommunications, etc.), à partir de réseaux financiers convergeant vers la Chine.
La Loi sur les investissements étrangers de la république populaire de Chine est adoptée par l'Assemblée populaire nationale le 15 mars 2019 et entrera en vigueur le 1er janvier 2020. Cette loi unifiée remplace la loi sur les joint ventures à capitaux sino-étrangers, la loi sur les joint ventures contractuelles à capitaux étrangers, et la loi sur les sociétés à capitaux entièrement étrangers.
Au XXIe siècle, en Chine, le modèle de travailler de 9 heures du matin à 9 heures du soir, 6 jours par semaine (appelé 996) est de plus en plus contesté. Le mouvement tangping (s'allonger à plat) en prend le contre-pied.
L’enrichissement de la Chine se traduit par une transformation de son régime alimentaire et une augmentation de la consommation de viandes. D’après FAOSTAT, la part des protéines d’origine animale dans le total des protéines consommées dans le pays est passée de 32 % en 2001 à 39 % en 2018. Cette augmentation de la demande ne pouvant être satisfait par la production intérieure, les importations de produits alimentaires chinois ont commencé à augmenter en 2002, le déséquilibre entre consommation et production s’accélérant encore depuis 2013 jusqu’à conduire la Chine à devenir le premier importateur mondial de produits agricoles et alimentaires en 2012.
En 2024, la Chine enregistre un record d'exportation, avec un total de 25.000 milliards de Yuans, soit une augmentation de 7,1% par rapport à 2023. Selon certains économistes, cette hausse serait liée à un stock des entreprises américaines en anticipation de nouveaux droits de douane promis par Donald Trump. Les importations sont quant à elles en hausse de 2,3% sur la même période.

## Structure du PIB

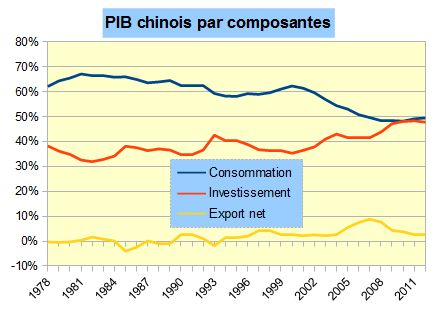
PIB de la Chine par composantes
source : National Bureau of Statistics of China

Le graphique ci-contre montre la montée de la part de l'investissement aux dépens de la consommation depuis la fin des années 1990 ; cependant, cette tendance commence à s'inverser ; quant au solde exportateur, après un gonflement passager au milieu des années 2000, sa contribution au PIB est redevenu relativement modeste : en effet, les exportations sont en grande partie constituées de produits assemblés à partir de composants importés, et la valeur ajoutée chinoise est faible par rapport à la valeur du produit fini ; en 2012 le solde exportateur représente 2,8 % du PIB contre 7,1 % pour l'Allemagne.
La baisse de la consommation d'acier en Chine en 2014, pour la première fois depuis plus de dix ans, est un signe particulièrement frappant de la reconversion en cours de l'économie chinoise, les investissements cédant progressivement la place à la consommation intérieure ; la demande d'acier devrait encore se replier de 0,5 % en 2015, selon World steel, la fédération mondiale des producteurs d’acier. La hausse du revenu et de la consommation individuelle a atteint 10,4 % entre juillet 2014 et juillet 2015 : c’est la troisième année que ce chiffre surpasse la hausse du PIB, ce qui témoigne d’un rééquilibrage de l’économie chinoise conforme à la politique du gouvernement.

## Données sectorielles
| Secteur                                    | 1990 | 2012 |
| Agriculture                                | 27   | 10   |
| Mines et industrie                         | 37   | 38,4 |
| Construction                               | 5    | 6,8  |
| Commerce                                   | 7    | 9,7  |
| Transports                                 | 6    | 4,8  |
| Finance                                    | 9    | 5,5  |
| Administration et services                 | 9    | 24,6 |
| Source : Banque asiatique de développement |      |      |

Bien qu'une proportion importante de la population travaille dans le secteur agricole, la particularité de la Chine réside dans la forte contribution du secteur manufacturier à la production nationale.

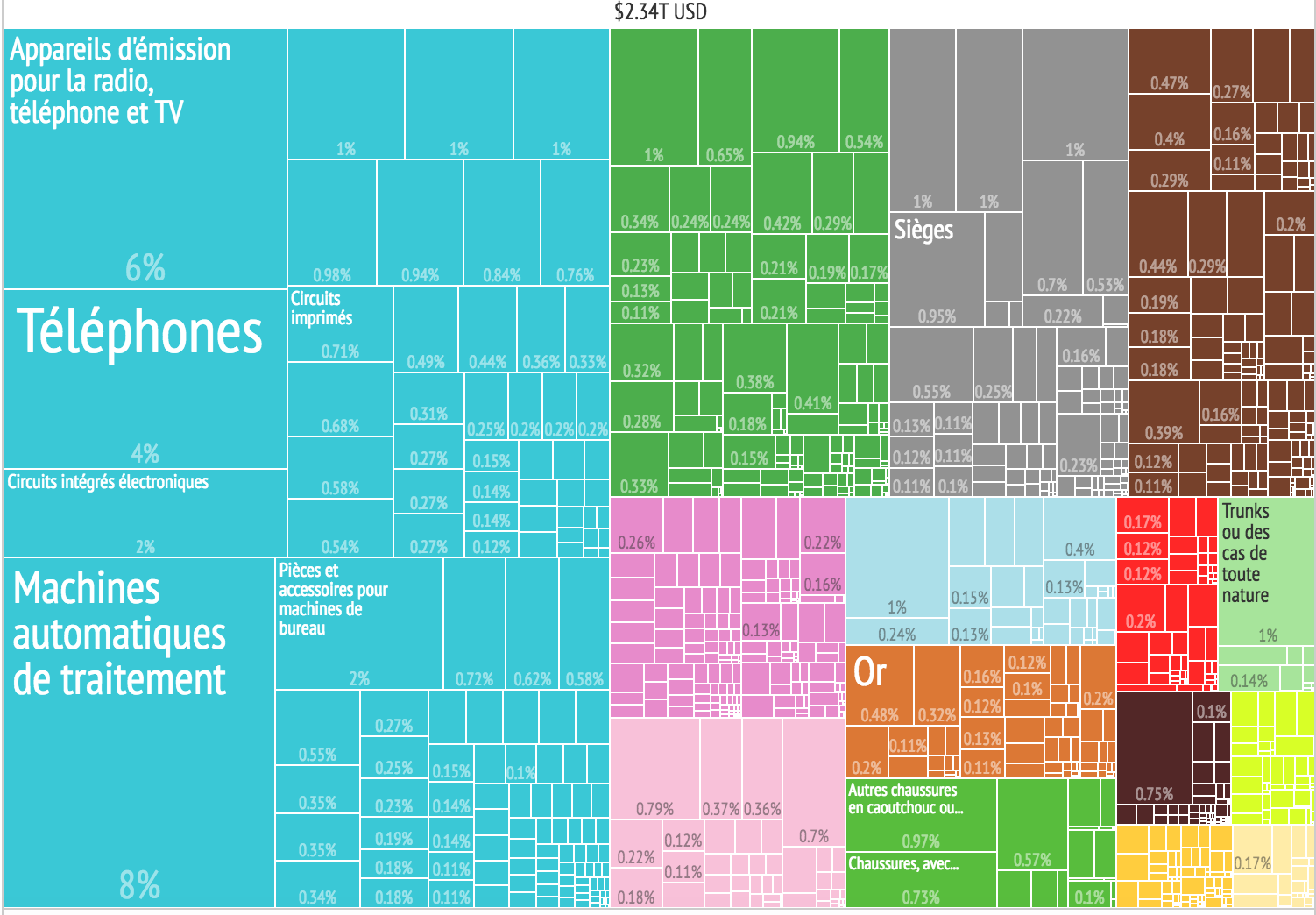
Exportations chinoises par produits, Treemap (2014) à partir de [http://atlas.cid.harvard.edu/explore/tree_map/export/chn/all/show/2014/ Harvard Atlas of Economic Complexity

### Secteur primaire

#### Agriculture

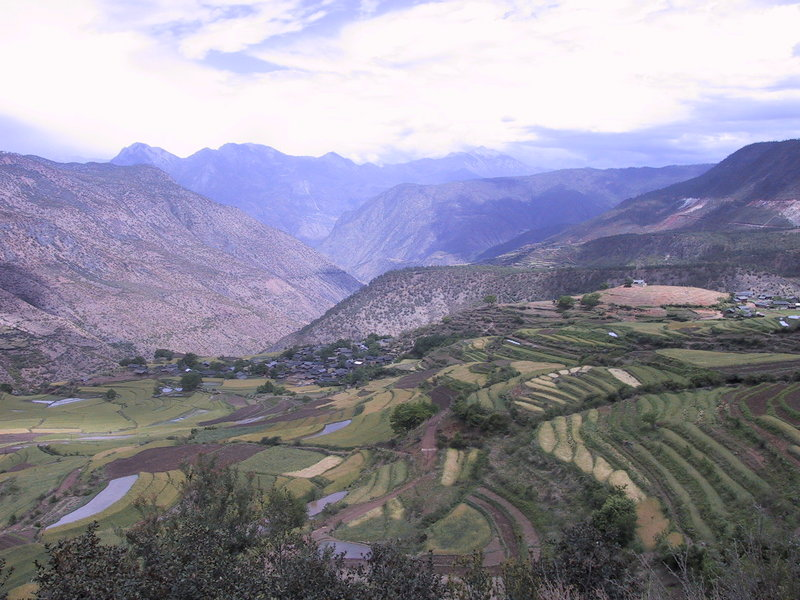
Agriculture en terrasses, dans le Yunnan

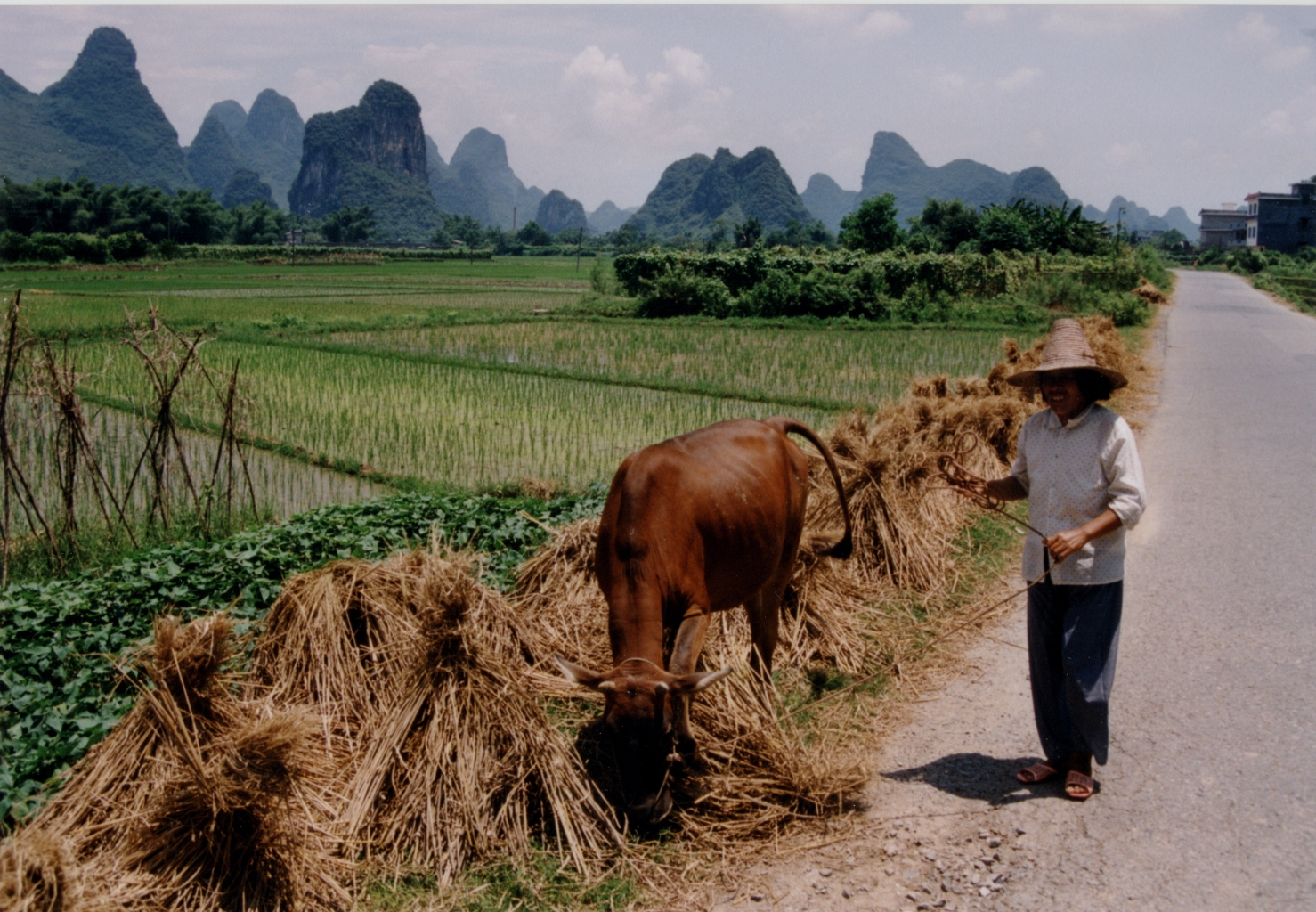
Riziculture dans le Sichuan

Dans les années 1990 et 2000, la part de l'agriculture dans l'économie nationale a rapidement diminué, bien qu'elle constitue encore un secteur d'activité important. Sa contribution à la richesse nationale est faible par rapport à la main-d'œuvre qu'elle emploie. Selon les données officielles, environ 40 % de la population active occupée travaillait dans l'agriculture, et produisait environ 11 % du produit intérieur brut. En 1990, il s'agissait encore de 60 % de la population et de 27 % du PIB. En 2010, 38,1 % de la main-d'œuvre était mobilisée par l'agriculture qui ne générait que 9,6 % du PIB. Comparativement à l'agriculture des États-Unis, la même année, l'agriculture chinoise a produit huit fois plus que le secteur primaire américain (avec 9,6 % du PIB pour la Chine et 1,2 % du PIB américain) mais a mobilisé cinquante-quatre fois plus de travailleurs (soit 38,1 % des travailleurs chinois contre 0,7 % de la main-d'œuvre américaine). Plus de 800 millions de personnes vivent dans les zones rurales.
La Chine ne dispose que de 8,6 % de la superficie cultivable mondiale et doit nourrir 18 % de la population mondiale. De plus, ces terres arables ont diminué de 6 % de 2009 à 2019 sous la pression de l’urbanisation et présentent une productivité moyenne relativement modeste. Le végétal domine toujours l'agriculture, bien que l'élevage connaisse un essor rapide. Le riz constitue l'aliment de base de la majorité de ses habitants. Bien qu'en baisse, la population agricole reste importante par rapport aux superficies arables. Dans les années 2000, 200 millions de foyers exploitant chacun, en moyenne, une superficie de 65 ares. De plus, du fait de l'urbanisation croissante, de la pollution et de la désertification, on estime que la surface cultivable diminue d'environ 2 500 km2 par an. Pourtant, entre 1990 et 2003, la production agricole a augmenté de 90 %.
Bien que le Parti communiste, sous l'impulsion de Mao Zedong se soit appuyé sur les paysans pour prendre le pouvoir, et qu'ils constituent donc la base de sa légitimité, ces derniers ont connu des fortunes diverses, reflétant les différentes options idéologiques suivies ces dernières décennies. Pourtant, les aides publiques ne représentent que 6 % environ du revenu des agriculteurs, contre 20 % aux États-Unis, 34 % dans l'Union européenne et 58 % au Japon.
Les revenus des agriculteurs chinois ont cependant plus que triplé entre 1980 et 2000 ce qui a largement contribué à la diminution de la pauvreté dans le pays. 400 millions de Chinois vivant dans les zones rurales sont sortis de la pauvreté entre 1979 et 2002. Ceci n'empêche pas l'inégalité croissante entre ruraux et citadins. De ce fait, la Chine est confrontée à un exode rural important. Face aux conditions de plus en plus difficiles de leur vie et au taux de chômage élevé en campagne, les paysans émigrent massivement vers les zones urbaines. On estime qu'environ 8 millions de paysans quittent la campagne chaque année pour rechercher un emploi, et que depuis 1979, entre 80 et 200 millions de paysans auraient émigré en ville.
Les terres proches des grandes agglomérations sont convoitées pour faire face au développement urbain. Zhou Tianyong, un économiste influent, estime que, depuis le début des réformes jusqu'en 2003, environ 6 700 000 hectares ont été soustraits à l'agriculture. Les paysans n'ont été indemnisés qu'à hauteur de 10 % du prix du marché.
Le 14 mars 2006, lors d'une conférence de presse, tenue à Pékin peu après la clôture de la session annuelle de la 10e Assemblée populaire nationale (APN, parlement chinois), le Premier ministre chinois Wen Jiabao annonce que la Chine infligera une punition sévère à tout individu qui réquisitionnera illégalement des terres de paysans.
Il faut souligner un paradoxe. Tandis que des terres agricoles sont menacées par l'étalement urbain, la construction des voies de communication et le développement d'une industrie rurale (de sous-traitance) mais aussi par des phénomènes de désertification, de lessivage des sols et d'érosion, la Chine a sur son territoire des fronts pionniers. Ces fronts pionniers sont différents de ceux que l'on trouve au Brésil. Ils ressemblent plutôt à des oasis : en effet ils sont installés dans des zones désertiques ou semi-désertiques de manière ponctuelle. On les trouve en particulier dans la région autonome du Xinjiang, où ils sont gérés par le Corps de construction et de production du Xinjiang.
Élevage
Entre 1991 et 2002, la consommation de viande des Chinois a été multipliée par quatre (52,4 kg par personne en 2002 vis-à-vis 124,8 kg. par personne aux États-Unis). En 2013, les statistiques de la production de bétail et la volaille, ont atteint 83,73 millions de tonnes, en légère hausse de son chiffre record de 82 millions de tonnes en 2012. Toutefois, la production semble être en voie d'atteindre l'objectif de 85 millions de tonnes pour 2015. Le porc représentait l'essentiel de la production en 2013 - 54,93 millions de tonnes. Les élevages industriels de porcs et de volailles se concentrent sur le littoral et en accentuent la pollution.

#### Mines et énergie
Conséquence d'une croissance rapide et axée sur l'industrie, la consommation énergétique chinoise a très fortement augmenté au cours des années 1990 et 2000. L'efficacité énergétique a augmenté plus vite qu'ailleurs, mais, en 2012, il fallait toujours 5,1 kg. d'équivalent pétrole pour produire un dollar de PIB (PPA 2011) en Chine (vis-à-vis 7,4 kg. aux États-Unis). Le charbon représente 70 % et le pétrole 20 % de l'énergie consommée. Il s'agit là de combustibles polluants, ce qui rend la situation environnementale assez préoccupante, génératrice de CO2, ce qui fait de la Chine le premier émetteur mondial de gaz à effet de serre.
Charbon

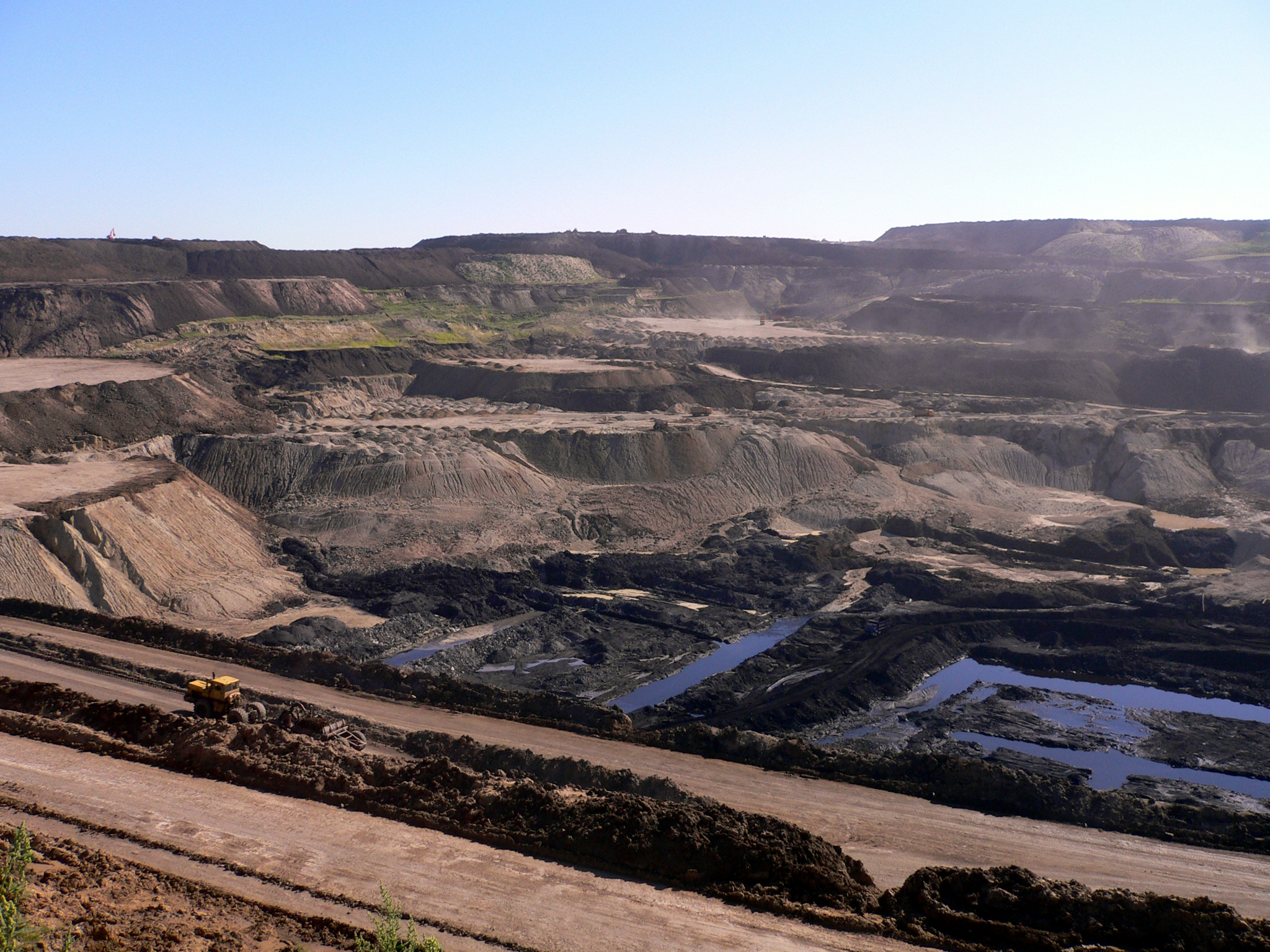
Extraction du charbon en Mongolie-Intérieure

Le charbon représente la principale source d'énergie chinoise. Selon l'Energy Information Administration, la consommation du pays s'élevait 2,3 milliards de tonnes environ en 2007, soit près de 38 % du total mondial. Alors qu'elle ne dépassait pas les 2 % par an dans les années 1990, la croissance moyenne annuelle de la consommation atteint 10 % depuis 2000. La production est légèrement excédentaire, permettant des exportations. En 2010, la Chine a brûlé plus de 3 milliards de tonnes de charbon (plus que les États-Unis, l'Europe et l'Inde réunis). Des prévisions indiquent que le charbon fournira encore 70 % de son énergie en 2030 (soit, en quantité, deux fois plus qu'en 2011). Dans un rapport de 2010, Greenpeace cite les cendres toxiques de charbon comme la première source de déchets industriels solides en Chine - des déchets dispersés par le vent et la pluie. La plupart des centrales électriques fonctionnant au charbon sont situés au nord-ouest du pays, dans trois provinces – la Mongolie intérieure, le Shanxi et le Shaanxi – qui produisent 70 % du charbon consommé en Chine.
Les conditions de travail dans les mines sont souvent très dures. Selon les statistiques officielles, plus de 9 200 personnes y ont trouvé la mort en 2008. Selon les données officielles chinoises, 2 631 travailleurs y auraient trouvé la mort en 2009. Par ailleurs, le charbon est source d'une importante pollution qui cause de graves problèmes de santé publique. En novembre 2015, la Chine a reconnu avoir brûlé 600 millions de tonnes de charbon de plus en 2012 que ce qui était auparavant déclaré. Cela représente plus d’un milliard de tonnes de CO2 sur les bilans en gaz à effet de serre du pays que pensé. Ce ne sont donc pas 9,9 milliards de tonnes de CO2 émis en 2012, mais presque 11 milliards de tonnes.
Pétrole
Selon l'Energy Information Administration américaine, la Chine consommait environ 7,5 millions de barils par jour en 2008, ce qui la place en deuxième position mondiale, loin derrière les 19,5 millions de barils des États-Unis. La croissance moyenne annuelle se situerait à 6-7 % dans les années 1990-2000. En 2012, selon la même source américaine, la consommation de pétrole en Chine a atteint 10,1 millions de barils par jour.
En 2007, la production ne dépassait pas les quatre millions de barils par jour. La Chine doit donc importer près de la moitié de sa consommation. Le gouvernement chinois mène une politique active pour sécuriser son approvisionnement. La coopération avec la Russie voisine est très développée dans ce secteur. Les deux États coopèrent ainsi pour la construction de l'oléoduc Sibérie orientale - océan Pacifique qui fait parvenir le pétrole russe en Chine. Parmi les accords relatifs à cette question, on peut citer un prêt de 25 milliards de dollars consenti à des entreprises pétrolières publiques russes, contre l'engagement de livrer 300 000 barils de pétrole par jour pendant vingt ans. Dans les autres partenaires, le Soudan représente un fournisseur assez important.
En 2012, selon les données de la douane chinoise, l'importation de pétrole brut a atteint 271 millions de tonnes, en hausse de 6,8 % par rapport à 2011, et a coûté à la Chine 220,67 milliards de dollars américains, soit 12,1 % de plus qu'en 2011. D'ici 2020, le besoin chinois pourrait atteindre 700 millions de tonnes, les 2/3 étant couverts par les importations.
Autres ressources énergétiques

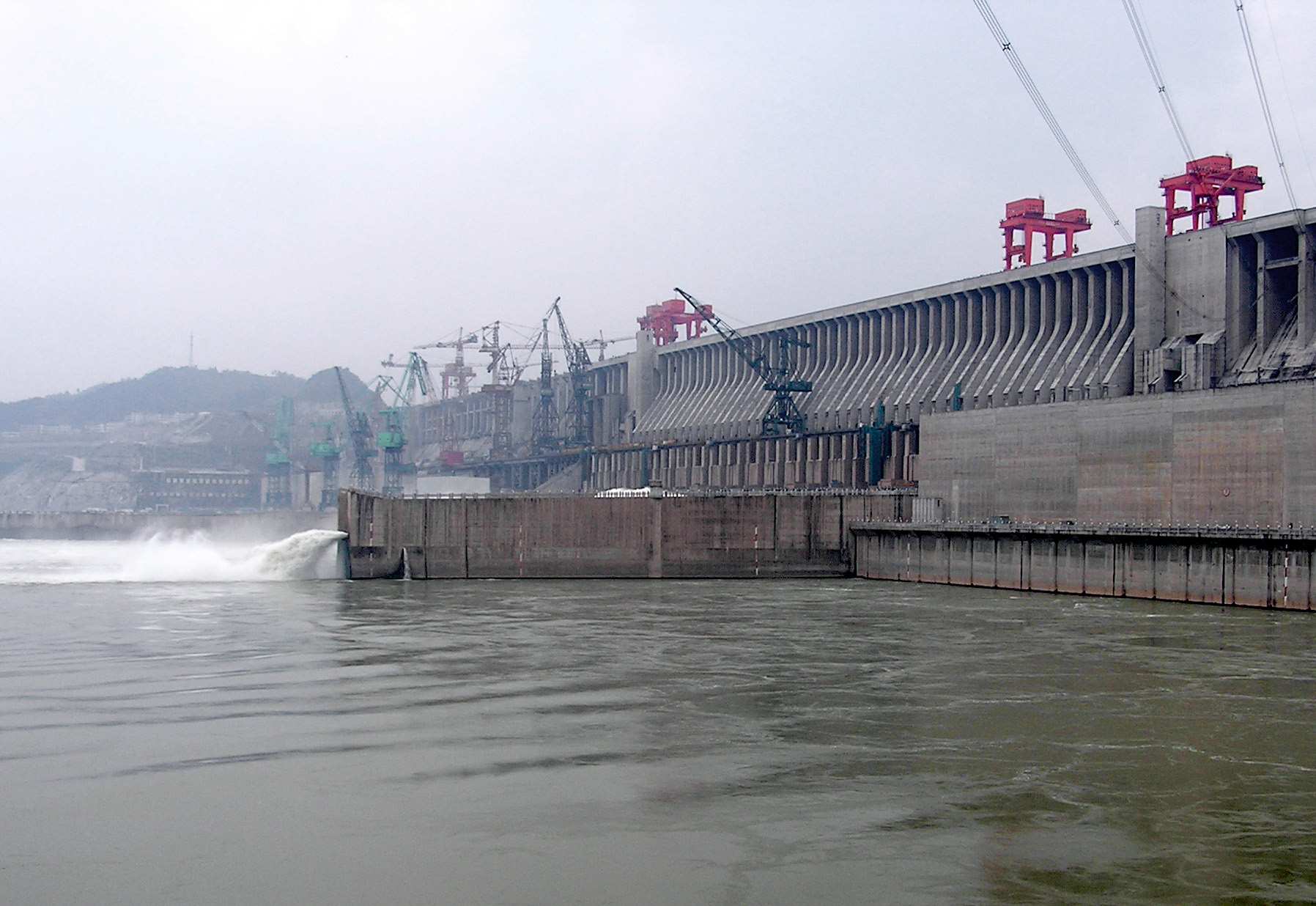
Le barrage des Trois Gorges.

Bien que le charbon et le pétrole restent de loin les principales sources d'énergie dans le pays, la Chine s'efforce de développer d'autres sources d'énergie, en particulier pour la production d'électricité. Malgré la construction très médiatisée, et très controversée du barrage des Trois-Gorges, la part de l'énergie hydraulique dans la production électrique tend à baisser : 23 % en 1990, 19 % en 2000 et 15 % en 2007. Malgré un ambitieux plan de développement dans les années 2000, l'énergie nucléaire reste assez marginale : en 2007, elle ne produisait guère plus de 2 % de l'électricité consommée dans le pays.
Engrais
Avant 2021, la Chine réalise 11 % des exportations mondiales d’engrais azoté (1er exportateur mondial), 1,2 % de celles de potasse et 11 % de celles de phosphate. En août 2021, le gouvernement met en place une interdiction, jusqu’au 31 décembre 2022, d’exporter de la phosphorite, ainsi que des licences d’exportation de fertilisants afin que sa production de fertilisants soit majoritairement vendue aux fermiers chinois. Ces restrictions ont pour conséquence un envol des prix mondiaux en août 2021 à partir d’un niveau déjà relativement élevé, lié à la hausse des prix de l’énergie à partir du premier semestre 2021.

### Un secteur secondaire en pleine expansion

#### Industries lourdes
L'industrie lourde est très développée en Chine. En 2008, le pays a produit 500 millions de tonnes d'acier, soit 38 % du total mondial, et 1,4 milliard de tonnes de ciment, la moitié du total mondial. La nouvelle industrie chinoise se développe de plus en plus grâce à de nombreuses améliorations venant de l'Europe (l'automatisation la mise en place des ERP...), les nouveaux moyens de communication sont des atouts majeurs pour les nouveaux marketeurs visant le marché chinois.
Environ 60 % du minerai de fer extrait dans le monde, 50 % du cuivre, 48 % de l’aluminium et 45 % du nickel  est utilisé par la Chine.
Entre 2000 et 2015, la Chine a triplé sa production d’acier; entre 2008 et 2015, la production d’acier chinois est passée de 660 millions à 1,12 milliard de tonnes.
Aujourd'hui la production chinoise d'acier compte pour 50 % de la demande mondiale et 20 % du commerce mondial.
Ainsi, en produisant plus d’un milliard de tonnes d'acier, la Chine est sur-capacitaire de 350 millions de tonnes. Cette surcapacité est supérieure à la production européenne qui n'est que de 170 millions de tonnes. Cette surcapacité induit des prix bas, qui en raison de la compétition excessive à l'égard des productions européennes et américaine ont conduit à une augmentation des taxes d'importation sur ces produits.

#### Automobile
La production de véhicules motorisés a connu une forte croissance en Chine à partir des années 1980. Les investissements de groupes occidentaux et japonais, notamment par l'établissement de coentreprises, ont eu un rôle très important. En 2008, la Chine a produit 9,5 millions de véhicules, ce qui la place au deuxième rang mondial après le Japon. General Motors et Volkswagen, par l'intermédiaire de leurs coentreprises, arrivaient  en tête avec respectivement 11 % et 10 % des ventes. La Chine, sous-équipée, mais à la croissance économique forte et régulière, représente un marché considérable pour l'industrie automobile. En 2009, elle est devenue le premier marché automobile mondial, passant devant les États-Unis. En 2010, 18 millions d'automobiles ont été vendues en Chine. Le nombre de voitures privées en Chine est passé de 16,09 millions en 2000 à 154 millions en novembre 2014, soit près de 15 % du total mondial.
Le groupe automobile Geely a vendu plus de 1,5 million de voitures en 2018. Il a également effectué de nombreux rachats de constructeurs automobiles tels que Volvo Cars en 2010 ou encore le constructeur automobile britannique Lotus Cars en 2017. En 2018 également, il rachète 9,69 % des actions du groupe Daimler AG pour un total de 7,2 milliards et devient le plus gros actionnaire du groupe allemand.
En parallèle, le gouvernement chinois a annoncé l'objectif de 5 millions de véhicules électriques et hybrides en circulation à l'horizon 2020. Pour y parvenir, les autorités ont déjà investi 54 milliards de dollars au cours des années 2000 pour développer la technologie des batteries des véhicules électriques, et promettent d'investir 10 milliards de dollars supplémentaires pour développer les infrastructures de recharge d'ici 2020.

#### Surcapacités
La Chine prévoit de supprimer en 201 645 millions de tonnes de capacité de production dans la sidérurgie et 250 millions de tonnes dans le charbon, mais simplement un tiers des fermetures prévues avaient été réalisées à la fin juillet, selon la Commission nationale du développement et de la réforme (CNDR). Le ministère de l'Industrie et de l'Information a publié le 12 août 2016 un projet de réglementation plus stricte et de mise en œuvre des normes pour résoudre le problème des surcapacités dans l'acier, le charbon, le ciment, le verre et l'aluminium : une « politique différentielle de crédit » sera appliquée : les sociétés pouvant se restructurer se verront accorder de nouveaux crédits tandis que les entreprises aux performances médiocres appelées à fermer se verront privées de financements ; les sociétés auront six mois pour se mettre en conformité avec les nouvelles normes d'efficacité énergétique ; elles seront fermées si elles ne progressent pas en ce sens, et celles qui continueront à dépasser des normes en matière de pollution de l'air et de l'eau se verront imposer des amendes quotidiennes, voire la fermeture dans les cas les plus graves ; l'eau et l'électricité seront coupées pour les sociétés qui ne répondront pas aux normes environnementales et de sécurité.

### Secteur des services

#### La tertiarisation progressive de l'économie
En 2015, l'économie est sur la voie de sa croissance la plus faible en 25 ans ; sans une croissance rapide dans le secteur des services, le ralentissement aurait été encore plus marqué. Le secteur des services est estimé à 51 % du PIB en 2014, contre 44 % en 2011. En fait, la recherche récente montre que le PIB de la Chine était considérablement sous-évalué, par l'utilisation de pondérations périmées datant de 1993. Rosen et Bao ont montré que le PIB de 2008 était en réalité supérieur de 13 à 16 % aux chiffres officiels, tandis que le PIB de 2013 s'est élevé à 10 500 milliards de dollar des Etats-Unis au lieu des 9 500 milliards de dollar des Etats-Unis officiels, en utilisant des pondérations standards de 2008 de l'ONU. (1 000 milliards font un trillion sur l'échelle courte de la langue anglaise, et un billion sur l'échelle longue)  Ainsi, le secteur tertiaire a dépassé le secteur industriel en 2009 et non en 2012 selon les chiffres officiels.

#### Les technologies de l'information et de la communication
Forte de ses 641,6 millions d'internautes en 2014  (premier rang mondial), la Chine cherche à tirer parti des technologies de l'information et de la communication pour vendre ses propres produits à bas coûts. Elle a adopté la spécification technique sur le commerce électronique (ebXML). Ces technologies Web permettent aux entreprises chinoises et étrangères de se faire connaitre et de vendre leurs produits.
Le blocage de nombreux sites occidentaux comme Facebook, YouTube, Dailymotion, a facilité l'éclosion d'alternatives locales comme Renren et Youku.

#### Le tourisme
En 2006, les Chinois disposaient théoriquement de trois semaines de congés payés par an. Le tourisme et la consommation ont fortement augmenté dans le pays : on estime que plus de 100 millions de Chinois ont parcouru et visité leur pays en 2003, et 128,5 millions en 2014. Le tourisme à l'étranger a augmenté encore plus rapidement, passant de 29 millions en 2004 à 97 millions en 2013, faisant des Chinois les plus grands dépensiers du monde, avant les touristes allemands et américains.

### Système financier

#### Le système bancaire

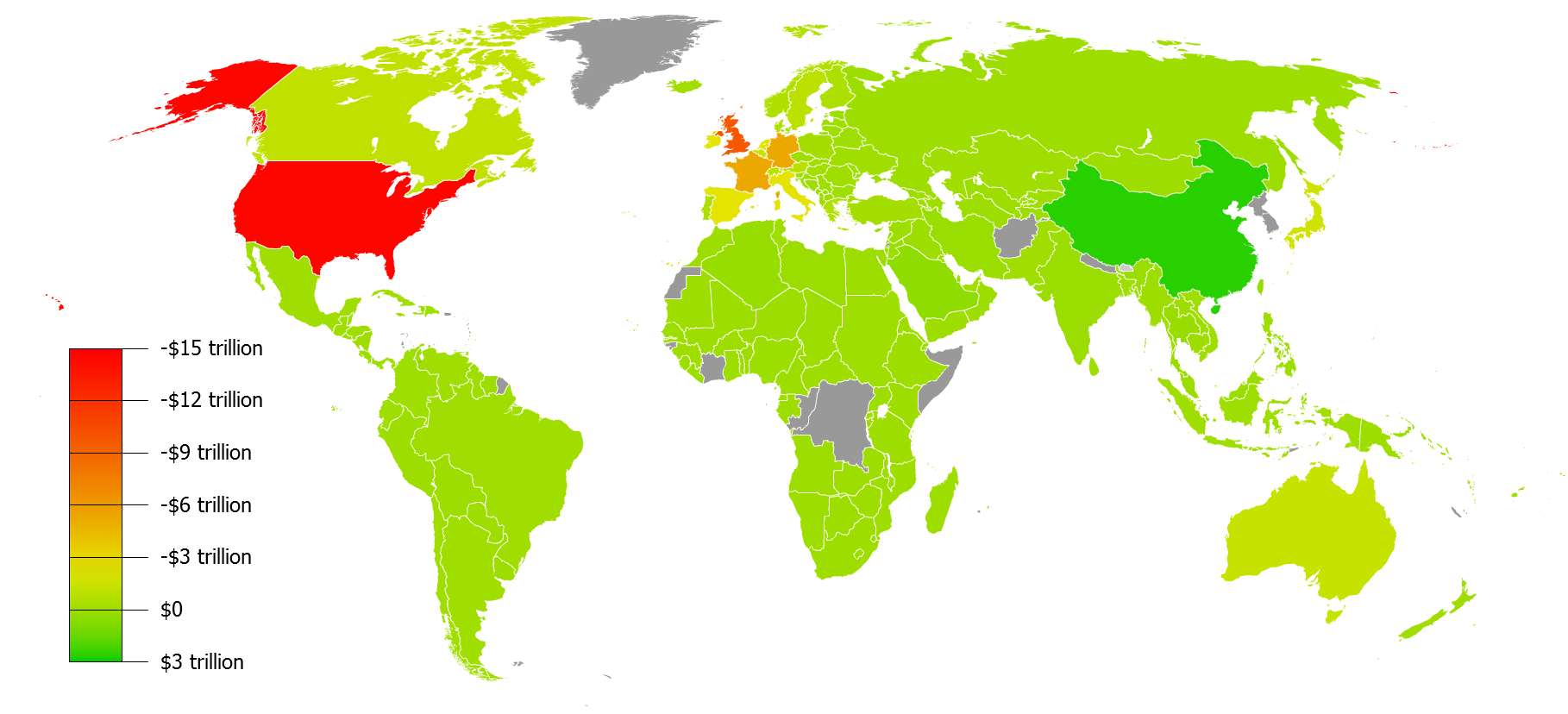
Réserves de devises et d'or, diminuées de leur dette extérieure totale (publique et privée), d'après les données de 2010 du CIA Factbook.

Le taux d'épargne brut chinois est particulièrement élevé, même par rapport aux autres pays d'Asie : il s'élevait à 54 % du revenu national brut en 2008, contre 39 % en Inde. Cette forte épargne entraine des dépôts bancaires importants. En 2006, elle s'élevait à 1 400 milliards de dollars environ et servent essentiellement à financer des prêts aux entreprises publiques. En décembre 2014, le stock de monnaie dans le sens large était 20 070 milliards de dollars par rapport d'un PIB en termes nominaux de 10 360 milliards de dollars, indiquant le rôle dominant du système bancaire dans l'intermédiation financière. 1 000 milliards font un trillion sur l'échelle courte de la langue anglaise, et un billion sur l'échelle longue.
Pendant les trente premières années de la république populaire de Chine, le système bancaire était dominé par la banque populaire de Chine qui servait à la fois de banque centrale et de banque commerciale. Entre 1979 et 1984, le système a été réorganisé : la banque populaire est devenue une pure banque centrale alors que quatre grandes institutions financières spécialisées ont été créées ou considérablement développées pour intervenir dans certains grands domaines économiques. Ces quatre banques, comme beaucoup d'autres entreprises chinoises, sont généralement désignées hors de Chine sous leurs noms anglais : Bank of China, China Construction Bank, Industrial and Commercial Bank of China et Agricultural Bank of China. Elles ont toutes quatre été introduites en bourse, mais l'État détient la majorité des actions. À côté de ces quatre grandes banques, qui dominent toujours le marché, une multitude d'institutions plus petites, banques ou coopératives, ont été créées, notamment depuis la fin des années 1990.

### Les marchés financiers
Il existe trois grandes bourses en Chine : celle de Hong Kong, créée par les Britanniques au XIXe siècle, celle de Shanghai, recréée en 1990, et celle de Shenzhen, créée la même année. Souvent, les grandes entreprises sont cotées en même temps à Hong Kong et à Shanghai : pour des raisons historiques et juridiques, la première attire davantage les investisseurs étrangers et la seconde les Chinois.
Les fortes capitalisations boursières sont des entreprises contrôlées par l'État dans lesquelles ont été effectuées des ouvertures de capital. En mars 2009, sept d'entre elles figuraient parmi les vingt premières du monde. Il s'agit des banques ICBC, CCB et BoC évoquées précédemment, de  l'opérateur téléphonique China Mobile ainsi des groupes pétroliers Petrochina et Sinopec. Plus de 80 % du marché boursier chinois est dans les mains des petits porteurs.
En 2014, la capitalisation cumulée des bourses chinoises dépasse celle du Japon : 4 480 milliards de dollars contre 4 460 milliards, selon des calculs de l'agence Bloomberg. La Chine atteint ainsi le 2e rang mondial. Cette progression s'explique par la baisse du yen et surtout par la forte progression de la Bourse de Shanghai : +33 %, trois fois plus qu'à Tokyo.
En juin et juillet 2015, après plusieurs mois de forte valorisation des titres, les bourses chinoises perdent près de 3 000 milliards de dollars de capitalisation faisant craindre un krach boursier en Asie. Le risque dépasse le monde financier et celui des entreprises car de nombreux petits porteurs se sont endettés afin de profiter de l’envolée boursière. Ces emprunts se chiffreraient en trillion de yuans. Cette baisse très importante amène les observateurs à critiquer les risques présentés par les outils spéculatifs et par les produits structurés du marché financier chinois.

### Politique monétaire
La politique monétaire chinoise vise à maintenir une valeur stable de renminbi et à contribuer à la croissance économique en concordance avec « la Loi sur la Banque populaire de Chine » (la BPC). La BPC ne suit pas les règles monétaires pour atteindre ses objectifs politiques, mais intervient directement pour fixer les taux d'intérêt, en variant les réserves obligatoires des banques commerciales et en ciblant les prêts à certains secteurs ou régions, en réponse aux priorités du gouvernement central. À cet égard, elle ressemble aux banques centrales interventionnistes des années 1930 à 1950 en Europe et aux États-Unis, même si une plus grande libéralisation des taux d'intérêt a été introduite au cours de la dernière décennie, dans son effort pour rendre le yuan une monnaie de commerce international.
La monnaie de la république populaire de Chine est le yuan (sinogramme : 元), officiellement appelé renminbi (monnaie du peuple), et abrégé par les institutions financières en CNY ou parfois RMB. La façon dont sa valeur est déterminée a varié au fil du temps. De 1995 à 2005, le taux de change était indexé sur le dollar. Depuis, il est fixé par rapport à un panier de monnaies comprenant, outre le dollar, l'euro, le yen et le won. Les détails du mécanisme sont assez mal connus du public, et ont fait l'objet de différentes études économétriques. Il semble qu'à court terme, les autorités monétaires évitent, avant tout, les modifications brusques dans la valeur du dollar. Sur le plus long terme, les taux de change dépendent, de manière plus large, du cours des différentes grandes monnaies.
La Chine est souvent accusée de maintenir volontairement un taux de change bas pour faciliter ses exportations. Cette accusation a cependant été démentie par le Trésor américain qui, dans son rapport semestriel du 19 décembre 2007, reconnaissait que Pékin ne manipule pas sa monnaie pour en tirer des bénéfices commerciaux,,, même s'il considérait encore que le yuan est sous-évalué par rapport au dollar.
Depuis lors, la sous-évaluation de la monnaie chinoise a disparu : le Fonds monétaire international (FMI) qui a indiqué dans son rapport de mai 2015 sur la Chine, que « l’appréciation effective et substantielle du renminbi a ramené son taux de change à un niveau qui n’est plus sous-évalué ». Le cours du yuan en dollars a en effet progressé de 33 % en dix ans. Pour la Chine, c’est un pas de plus dans le processus d’internationalisation du yuan et de bon augure pour Pékin qui souhaite que sa monnaie intègre la liste des devises utilisées dans les droits de tirage spéciaux du FMI (DTS). En novembre 2015, le Conseil exécutif du FMI a annoncé que le yuan sera inclus dans les DTS à partir du 1er octobre 2016.
Selon l'index du FMI, entre 2007 à 2014, le renminbi s'est apprécié de 32 % en termes réels (pondérés par les exportations-importations). Ainsi, en mai 2015, son appréciation totale depuis 2007 avait atteint 40 %, et a été significativement surévaluée. En août 2015, le pays dévalue sa monnaie de 4,6 % en trois jours, en réaction à la baisse de ses exportations de 8,3 % en un an. Cette baisse n'a cependant qu'une importance très relative, car les importations ont diminué d’autant, grâce à la chute du prix de l’énergie et des matières premières, qui s'est répercutée naturellement sur la valeur des exportations ; l’excédent commercial chinois atteignait malgré tout un record historique, avec plus de 60 milliards de dollars certains mois de 2015.
En décembre 2015, la Chine a annoncé que le yuan ne serait plus fixé par rapport au dollar des États-Unis, mais en fonction d'un panier de devises pondéré de ses 13 principaux partenaires commerciaux (26,4 % pour le dollar américain, 21,4 % pour l’euro et 14,7 % pour le yen japonais). Cette action va donner à la Chine une plus grande flexibilité en allégeant la pression à la hausse sur le yuan, si, comme on le prévoit généralement, le dollar américain se réévalue en réponse à des taux d'intérêt plus élevés vis-à-vis du Japon et de l'Europe à l'avenir. En conséquence, les fluctuations du yuan par rapport au dollar US vont probablement augmenter. Au 2 décembre 2016, le yuan s'était dévalué de 7,74 % par rapport à l'année précédente, la plus grande baisse depuis 20 ans. Pourtant, la dévaluation aurait été plus grande sauf pour une réduction de réserves officielle de 33,6 milliards de dollars en novembre 2016 soit une réduction de 1,1 trillion de dollar depuis la dévaluation en août 2015,. Pour réduire l'impact d'un dollar fort sur la performance globale du panier, les autorités chinoises ont annoncé le 28 décembre 2016 que le poids du dollar dans le panier tomberait de 26,4 % à 22,4 % à partir du 1er janvier. Ce changement sera obtenu grâce aux ajouts du won sud-coréen, du rand sud-africain, du dirham des Émirats arabes unis, du riyal d'Arabie Saoudite, du forint de Hongrie, du zloty de la Pologne et de la livre turque.

## Principaux acteurs de l'économie chinoise

### Entreprises publiques

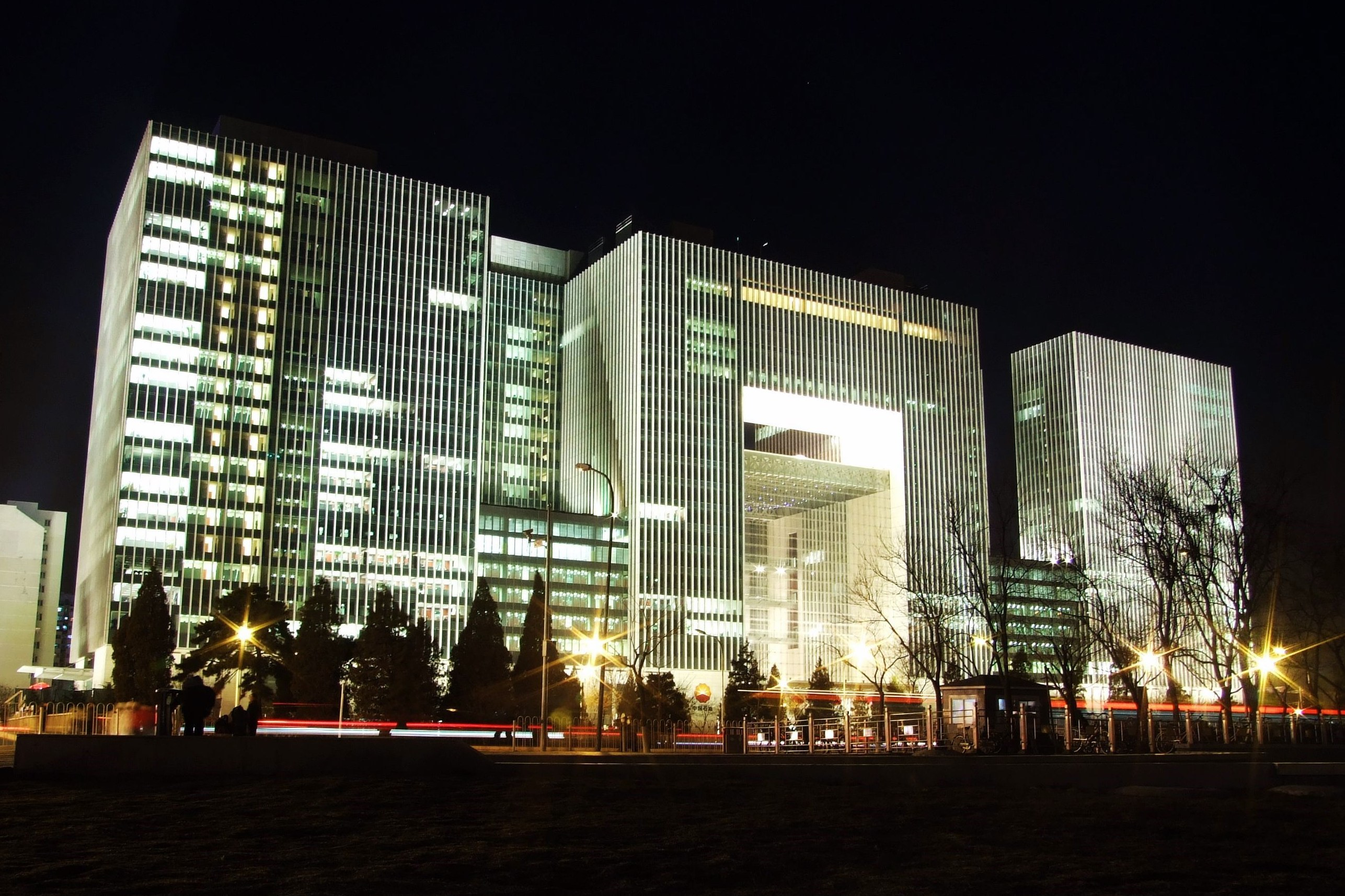
Le siège de PétroChina.

Lorsque les réformes ont été introduites à la fin des années 1970, la Chine était un pays désespérément pauvre, luttant pour nourrir sa vaste population de presque un milliard. Par conséquent, la réforme a été confrontée à un double défi : fournir des incitations économiques rationnelles, tout en fournissant un filet de sécurité sociale de base pour surmonter les craintes du changement. C'est une approche où les droits existants sont « acquis » (grandfathered) pour réduire la résistance aux réformes, tout en créant des incitations fortes pour la création de richesse. Ceci fut la philosophie de « la réforme à double voie », également connue comme « la réforme sans perdants ».
La réforme à deux voies a été introduite d'abord dans le secteur agricole qui a servi comme modèle de réformes dans d'autres secteurs. Dans cette approche, la première piste (le filet de sécurité sociale) était les quotas de production obligatoires existants à des prix bas fixes ; tandis que la seconde piste était toute nouvelle production aux prix du marché (beaucoup plus élevés). Cette réforme, combinée avec l'octroi des « droits de propriété quasi-privé » a créé les taux de profit marginal de 100 % pour toute nouvelle production. Elle a également rencontré un succès tel que le « Plan » était abandonné dans les années 1980 et les deux pistes ont été unifiées en 1992.
Dans ce nouveau système économique, les entreprises publiques ou danwei ont du mal à trouver leur place et rencontrent de plus en plus de difficultés. Leurs pertes ont atteint le chiffre record de 102,6 milliards de yuans (12,75 milliards de dollars américains) en 2005, soit une augmentation de 56,7 % en base annuelle, selon les chiffres du Bureau d'État des statistiques (BES). Sur les deux premiers mois de 2006, les pertes des entreprises publiques ou contrôlées par l'État atteignent déjà 26,2 milliards de yuans, soit 3,25 milliards de dollars américains. L'augmentation des coûts de production, un système de fixation des prix inefficaces, la surcapacité et d'importantes lacunes d'ordre technologique sont les principales causes de cette situation, selon Jiang Yuan, statisticien au Bureau d'État des statistiques.
En effet, plusieurs décennies de réforme étaient nécessaires pour arrêter progressivement les énormes pertes des EPs et accroître leur productivité. La croissance rapide du secteur privé a atrophié l'importance des actifs d'entreprises publiques pour passer de pratiquement 99 % à la fin des années 1970 à 25,2 % en 2013, notamment car leurs résultats sont demeurés bien inférieurs aux sociétés comparables du secteur privé,.
Le FMI a alerté les autorités chinoises le 11 juin 2016 sur l'endettement excessif des entreprises chinoises, en particulier les entreprises publiques : alors que la dette de l'État et celle des ménages restent raisonnables (40 % du PIB chacune), celle des entreprises atteint 145 % du PIB ; or les entreprises d'État représentent à elles seules 55 % de la dette totale des entreprises, alors que leur part dans la production totale du pays n'est que de 22 %.

#### Entreprises étrangères
La présence des entreprises étrangères sur le sol chinois est en grande partie à l'origine de la forte accélération de la croissance des exportations. La mise en place du « socialisme de marché » a implanté de nombreuses usines en Chine, ce qui l'a fait appeler L'atelier du monde, à cause du dumping social de ses usines. Elles ont attiré la main-d'œuvre qualifiée dans les zones côtières où elles se sont implantées. Seulement 41 % des exportations chinoises proviennent d'entreprises intégralement chinoises. Aujourd'hui, 39 % des exportations en provenance de Chine sont réalisées par des entreprises dont le capital est à 100 pour cent étrangers et 20 % sont le fait de partenariat entre les sociétés étrangères et les sociétés chinoises. La Chine continentale entretient son attractivité pour les entreprises avec une main-d'œuvre bon marché, non syndiquée et docile. Un ouvrier non qualifié en Chine coûte environ un dollar américain par heure, ce qui est bien en dessous des minima des pays industrialisés. La non-organisation des ouvriers chinois représente un bénéfice substantiel pour les employeurs, qui y trouvent une flexibilité d'emploi impossible à mettre en œuvre dans les démocraties libérales.
Cela dit, l'impact des entreprises étrangères va bien au-delà de leur rôle en tant qu'exportateurs et employeurs de travailleurs domestiques bon marché. En fait, les entreprises étrangères créent d'énormes synergies en établissant des normes visibles en termes de pratiques de gestion, contrôle de la qualité et des méthodes de formation, que les entreprises nationales ont été promptes à émuler. Alors, lorsque les entreprises étrangères rentrées en Chine dans les années 1980, pratiquement tous les techniciens et les gestionnaires, ainsi que des pièces de rechange ont été importées. Mais, au fil du temps les entreprises et le personnel domestique ont rapidement commencé à remplir ces rôles, stimulée par un système d'éducation qui fournit 2 millions de diplômés en science et ingénieurs par an et l'attraction de plus de 100 parcs scientifiques en 2014. En effet, le marché chinois est devenu trop grand pour ignorer, avec la présence de 200 sociétés Fortune 500, aussi bien qu'étant le siège de ces 52 sociétés à Pékin en 2014, le plus grand nombre de toutes les villes dans le monde.

### Rôle de l'État

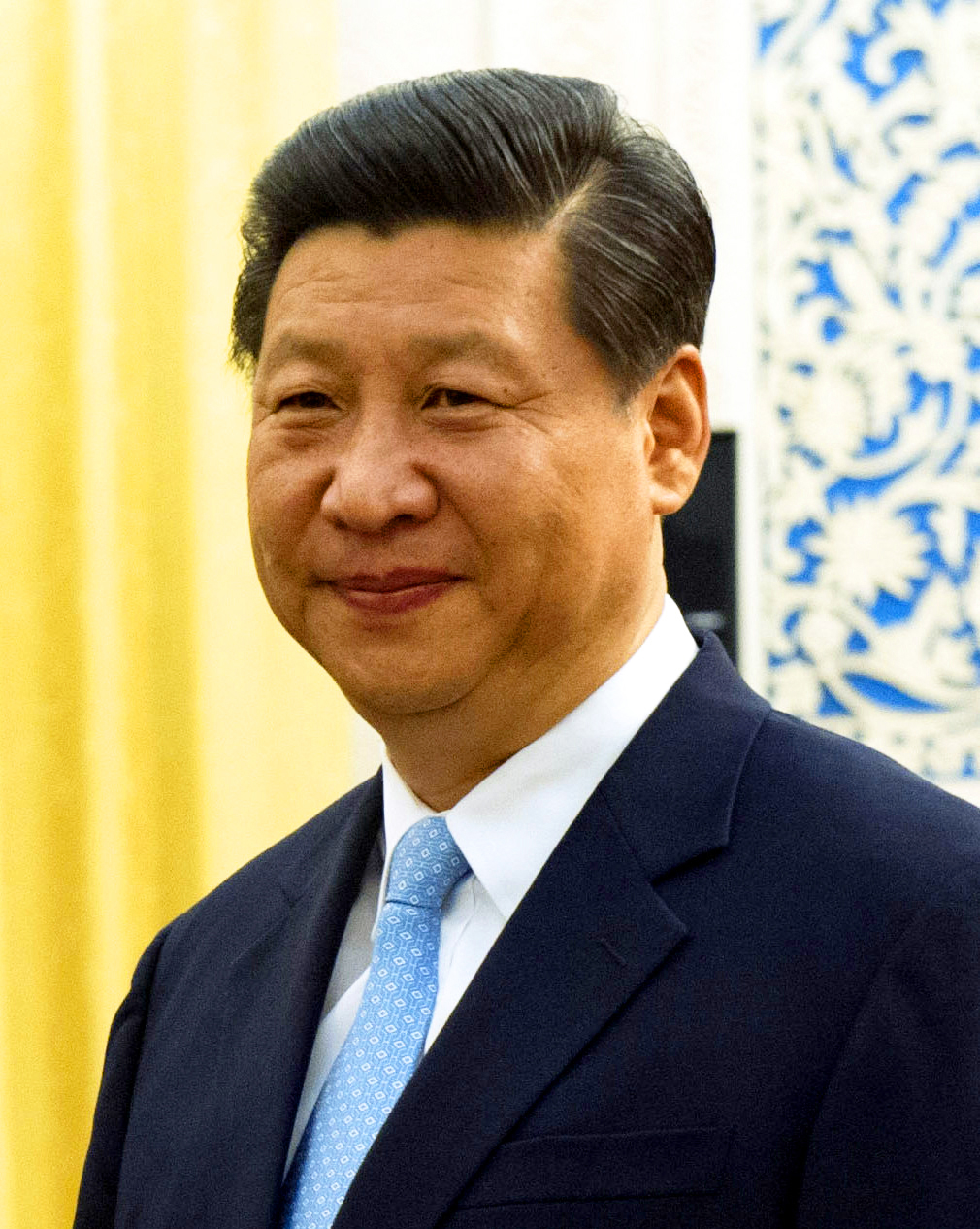
Xi Jinping, président de la république populaire de Chine depuis mars 2013.

Toute une série de réformes ont accompagné le double mouvement de libéralisation interne et d'ouverture au marché mondial. Une première loi a autorisé les particuliers à détenir des sociétés à responsabilité limitée. En 2004, la constitution a été remaniée afin de renforcer le rôle du secteur non étatique et réaffirmer le droit de la propriété privée. L'interdiction faite aux entreprises privées d'intervenir dans certains secteurs (infrastructures, services publics, services financiers) vient d'être abolie en 2005. L'investissement direct étranger a été autorisé et encouragé par la mise en place de zones franches côtières et l'abaissement des droits de douane. Le monopole d'État sur le commerce extérieur a été démantelé, ainsi que le système de taux de change multiples.
Le secteur privé s'est donc étendu : il réalise aujourd'hui plus de la moitié du PIB et les trois quarts des exportations. C'est lui qui crée l'essentiel des nouveaux emplois et dégage la meilleure rentabilité (15 % en 2003 contre 5 à 10 % dans le secteur étatique). À l'intérieur de ce secteur privé, les entreprises étrangères - souvent associées en coentreprises à des entreprises chinoises - réalisent 75 % des exportations. Mais les exportations du secteur privé sous contrôle chinois progressent encore plus rapidement, à mesure que lui sont octroyées de nouvelles licences d'exportation. Le secteur d'État est parallèlement soumis à des restructurations permanentes, qui ont conduit à la suppression de 45 millions d'emplois au cours de la première moitié de la décennie. Mais 35 % des entreprises d'État sont encore jugées non rentables, et une sur six a des fonds propres négatifs.
La fiscalité est très décentralisée en Chine, et ce sont les provinces et les petites administrations qui gèrent une part importante des recettes des impôts, et s'occupent de l'éducation et de la santé. Il n'y a que très peu de solidarité financière entre provinces.

## Données sociales et environnementales

### Données sociales
Entre 1980 et 2010, on observe deux tendances majeures : une nette baisse de la pauvreté absolue, et une forte augmentation des inégalités.
La Chine a connu la plus importante et la plus rapide réduction de pauvreté de l'histoire. Le taux de pauvreté absolue, définie par un revenu inférieur à un dollar par jour (en PPA), concernait 74 % de la population au début de la réforme en 1981 pour atteindre 15 % en 2004. Les conditions de vie se sont aussi grandement améliorées depuis les années 1970 alors que l'indice de développement humain du pays s'est bonifié de 46 % en 32 ans. Cependant en 2003, 30 millions de personnes sur plus de 1 300 millions vivaient encore avec moins de 77 dollars par an. En effet, 21,5 millions d'habitants en région rurale survivent avec moins de 90 dollars par année et un autre 35,5 millions d'entre eux vivant avec environ 125 dollars.
Dans le même temps, les différences de niveau de vie se sont nettement accentuées. Selon la banque mondiale, l'indice de Gini, serait passé de 33 en 1985 à 46,9 en 2014 ce qui indique une plus forte concentration des revenus. Selon ces mesures, toujours assez imprécises, les différences sociales atteindraient un niveau équivalent en Chine et aux États-Unis. Les familles les plus riches, qui représentent 8,6 % de la population totale, détiennent 60 % du capital financier. Différentes études y compris du FMI indiquent que les 10 % les plus pauvres de la population ont connu une détérioration très forte de leurs conditions de vie tandis que les 10 % les plus riches ont vu leurs revenus et leur patrimoine exploser. En effet, actuellement, les 10 % de la population les mieux payés en Chine sont vingt fois plus que les 10 % les moins payés. Le nombre de milliardaires chinois en dollars est passé de 3 en 2004 à 106 en 2007. En octobre 2015, selon les estimations d'Institut Hurun de Shanghai, la Chine comptait 596 milliardaires (dépassant les 537 des États-Unis).
L'écart de revenu entre les populations urbaines et rurales est notable alors qu'une majorité de Chinois vivent encore en milieu rural. Les inégalités entre les villes et la campagne sont particulièrement fortes. Selon les statistiques officielles, les grandes agglomérations sont trois fois plus riches par habitant que les espaces ruraux. Alors que 57 % de la population chinoise vit dans un milieu rural, un citadin gagnera en moyenne 3,33 fois le salaire d'un habitant de la campagne. Le taux de chômage est aussi plus important en milieu rural alors qu'on estime qu'il atteindrait 9 % contre 4,3 % dans le reste du pays. Selon la Banque Mondiale, la pauvreté toucherait près d'un Chinois sur quatre avec 350 millions d'individus vivant sous le seuil de la pauvreté qui est de moins de 1 dollar par jour.
En 2012, selon une étude de l'université de Pékin, « un pour cent des ménages les plus riches en Chine contrôle plus d'un tiers des richesses du pays, tandis que 25 % des ménages les plus pauvres en contrôlent juste 1 % ».

### Données environnementales
La situation de l'environnement est préoccupante et pourrait devenir un frein à la croissance (pollution des centres industriels et urbains, diminution de la surface cultivable sous le coup de la désertification, empoisonnement des eaux douces, etc.)[réf. nécessaire]

#### Qualité de l'air
Les pluies acides tombent sur un tiers du territoire, les eaux contaminées tuent plus de 30 000 enfants chaque année. En janvier 2013, Pékin a subi un épisode un prolongé de smog si sévère que la concentration de particules dangereuses était quarante fois le niveau considéré comme sûr par l'Organisation mondiale de la santé. En 2015, Berkeley Earth (en) a analysé les données horaires à partir de 1 500 stations au sol pendant 4 mois et a conclu que 90 % des villes n'ont pas réussi à satisfaire aux normes nationales de qualité de l'air. Ce qui a contribué à 17 % de tous les décès soit 1,6 million de personnes par an. Cette réalité est causée particulièrement par l'exploitation du charbon, les industries et la multiplication des automobiles sur le territoire chinois.

#### Eau potable
En 2004, 323 millions d'habitants n'avaient pas accès à une eau potable, soit environ 25 % de la population, la situation s'est cependant grandement amélioré depuis puisque en 2015, 4,5 % n'avait toujours pas accès a l'eau potable, ce qui représente tout de même environ 70 millions de personnes.

## La Chine dans l'économie mondiale
|                          | % du PIB mondial (nominal) | % du PIB mondial (nominal) | % du PIB mondial (nominal) | % du PIB mondial (nominal) | % du PIB mondial (nominal) |
| 2005                     | 2010                       | 2015                       | 2020                       | 2025                       |                            |
| ------------------------ | -------------------------- | -------------------------- | -------------------------- | -------------------------- | -------------------------- |
| États-Unis               | 27,2                       | 22,5                       | 24,2                       | 24,9                       | 26,8                       |
| Union européenne (UE27)  | 24,9                       | 21,9                       | 18,1                       | 18,1                       | 17,6                       |
| Chine                    | 4,8                        | 9,2                        | 15,0                       | 17,6                       | 16,9                       |
| Source: FMI (avril 2025) |                            |                            |                            |                            |                            |

Le graphique qui aurait dû être présenté ici ne peut pas être affiché car il utilise l'ancienne extension Graph, désactivée pour des questions de sécurité. Des indications pour créer un nouveau graphique avec la nouvelle extension Chart sont disponibles ici.

La forte croissance économique et l'essor commercial donnent à la république populaire de Chine une place croissante dans le système économique mondial et renforcent considérablement son poids politique. En 2022, le PIB de la Chine est supérieur à celui de l'Union européenne, à la fois en valeur nominale et en parité de pouvoir d'achat. Les forts besoins du pays en matières premières et ses productions massives de produits manufacturés bon marché redessinent certains circuits commerciaux. Sa puissance financière modifie les équilibres macro-économiques.
Le Center for Economics and Business Research prévoit que la Chine ne dépassera pas le PIB des États-Unis avant au moins 2040.

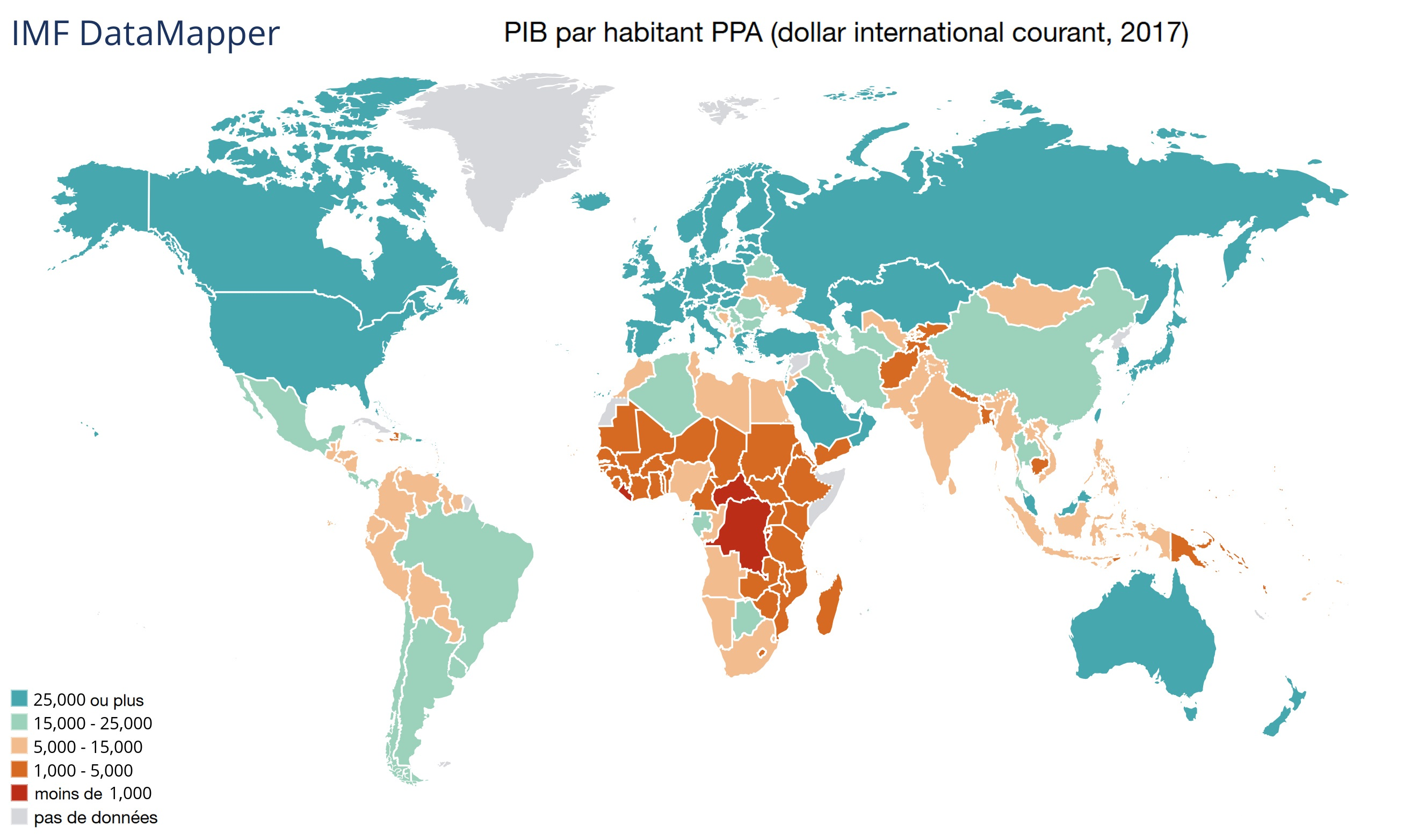
Liste des pays par PIB par habitant :
25 000 US$ ou plus
15 000 - 25 000 US$
5 000 - 15 000 US$
1 000 - 5 000 US$
moins de 1 000 US$
pas de données

### Puissance commerciale
En 2013, la Chine est la première puissance commerciale avec 4 160 milliards de dollars de biens échangés.
Relativement autarcique dans les années 1970, la Chine a, depuis les années 1980, mené une politique de développement des exportations. En 2008, les exportations chinoises s'élevaient à 1 430 milliards de dollars et les importations à 1 130 milliards. Relativement au produit intérieur brut, le commerce international joue un rôle bien plus important en Chine que dans les autres grands pays du monde.
En moyenne, le volume des exportations a augmenté de 14 % entre 1990 et 1999, et de 20,5 % entre 2000 et 2008. Les importations ont progressé un peu moins vite : 13 % par an pendant la décennie 1990, et 16 % entre 2000 et 2008. La Chine réalise environ 9 % des exportations et 7 % des importations mondiales en 2008, contre 1,2 et 1,1 % en 1983.
La place de la Chine dans le commerce mondial varie selon les secteurs. Elle est plus grande pour les produits manufacturés, où le pays réalise 13 % des exportations mondiales que pour les produits agricoles ou miniers. Au sein de l'industrie, il y a de grandes inégalités selon les produits. Ainsi, le pays effectue 33 % des exportations mondiales de vêtement, mais seulement 3 % de celles de denrées agroalimentaires et 2 % de celles de produits automobiles. Un fait remarquable dans les années 2000 est la progression d'exportation  à relativement forte teneur technologique. Ainsi, en 2008, la Chine a réalisé plus du quart des exportations en équipement de télécommunication mondiales.
Les partenaires commerciaux dépendent nécessairement du type de produit. Pour les importations, la part de l'Asie dépasse les 50 %. Pour les exportations, l'Amérique du Nord et l'Europe tiennent une grande place.
| Région | exportations 2000    | exportations 2000                    | exportations 2000                       | exportations 2008    | exportations 2008                    | exportations 2008                       | importations 2000    | importations 2000                    | importations 2000                       | importations 2008    | importations 2008                    | importations 2008                       |
| Région | milliards de dollars | part dans les exportations chinoises | part dans les importations de la région | milliards de dollars | part dans les exportations chinoises | part dans les importations de la région | milliards de dollars | part dans les importations chinoises | part dans les exportations de la région | milliards de dollars | part dans les importations chinoises | part dans les exportations de la région |
| --- | -------------------- | ------------------------------------ | --------------------------------------- | -------------------- | ------------------------------------ | --------------------------------------- | -------------------- | ------------------------------------ | --------------------------------------- | -------------------- | ------------------------------------ | --------------------------------------- |
| Amérique du Nord | 74                   | 21 %                                 | 8 %                                     | 350                  | 24 %                                 | 21 %                                    | 27                   | 12 %                                 | 6 %                                     | 98                   | 9 %                                  | 10 %                                    |
| Amérique centrale et du Sud | 6                    | 2 %                                  | 3 %                                     | 57                   | 4 %                                  | 13 %                                    | 5                    | 2 %                                  | 2 %                                     | 68                   | 6 %                                  | 13 %                                    |
| Europe (hors CEI) | 54                   | 22 %                                 | na                                      | 372                  | 26 %                                 | 18 %                                    | 37                   | 16 %                                 | 3 %                                     | 145                  | 13 %                                 | 7 %                                     |
| CEI | 3                    | 1 %                                  | 6 %                                     | 65                   | 5 %                                  | 17 %                                    | 7                    | 3 %                                  | 6 %                                     | 34                   | 3 %                                  | 5 %                                     |
| Afrique | 4                    | 2 %                                  | 4 %                                     | 50                   | 3 %                                  | 12 %                                    | 6                    | 3 %                                  | 4 %                                     | 56                   | 5 %                                  | 7 %                                     |
| Moyen-Orient | 5                    | 2 %                                  | 4 %                                     | 58                   | 4 %                                  | 9 %                                     | 10                   | 4 %                                  | 4 %                                     | 80                   | 7 %                                  | 9 %                                     |
| Asie (RPC exclue, Hong Kong et Taiwan inclus) | 104                  | 42 %                                 | 19 %<>                                  | 476                  | 33 %                                 | 21 %                                    | 137                  | 61 %                                 | 47 %                                    | 652                  | 58 %                                 | 45 %                                    |
| Total | 250                  | 100 %                                | 8 %                                     | 1430                 | 100 %                                | 15 %                                    | 225                  | 100 %                                | 7 %                                     | 1133                 | 100 %                                | 12 %                                    |
| Source : Organisation mondiale du commerce, rapports Statistiques du commerce international 2001 et 2009. Le commerce entre pays d'une même région n'est pas compté. La RPC est traitée comme une région distincte, mais Macao et Hong Kong sont rattachés sont comptés dans la région Asie. Les valeurs données sont en dollars américains courants. Dans sa base de données en ligne, l'OMC donne 25 et 123 milliards de dollars pour les exportations de l'Europe vers la RPC en 2000 et 2008. |                      |                                      |                                         |                      |                                      |                                         |                      |                                      |                                         |                      |                                      |                                         |

| Rang | Pays / Territoire | Commerce total | Exports | Imports | Balance commerciale |
| ---- | ----------------- | -------------- | ------- | ------- | ------------------- |
| 1    | Etats-Unis        | 583.3          | 429.7   | 153.9   | 275.8               |
| 2    | Union européenne  | 573.0          | 375.1   | 197.9   | 177.1               |
| -    | ASEAN             | 514.3          | 277.9   | 236.4   | 41.5                |
| 3    | Japon             | 303.0          | 137.2   | 165.8   | -28.6               |
| 4    | Hong Kong         | 286.5          | 279.2   | 73.1    | 206.1               |
| 5    | Corée             | 280.2          | 102.7   | 177.5   | -74.8               |
| 6    | Taïwan            | 199.9          | 43.9    | 155.9   | -112                |
| 7    | Australie         | 136.4          | 41.4    | 95.0    | -53.6               |
| 8    | Vietnam           | 121.9          | 71.6    | 50.3    | 21.3                |
| 9    | Malaisie          | 96.1           | 41.7    | 54.4    | -12.7               |
| 10   | Brésil            | 87             | 28.9    | 58.8    | -29.9               |
| 11   | Inde              | 84.3           | 68.0    | 16.3    | 52                  |
| 12   | Russie            | 84.2           | 42.8    | 41.3    | 1.5                 |
| 13   | Thaïlande         | 80.1           | 38.5    | 41.6    | -3.1                |
| 14   | Singapour         | 79.2           | 45.0    | 34.2    | 10.8                |
| 15   | Indonésie         | 63.3           | 34.7    | 28.5    | 6.2                 |
| 16   | Canada            | 51.7           | 31.3    | 20.4    | 10.9                |
| 17   | Philippines       | 51.3           | 32.0    | 19.2    | 12.8                |
| 18   | Arabie saoudite   | 50.1           | 18.3    | 31.7    | -13.4               |
| 19   | EAU               | 41.0           | 28.7    | 12.3    | 16.4                |
| 20   | Afrique du Sud    | 39.1           | 14.8    | 24.3    | -9.5                |
| —    | Total             | 4,107.1        | 2,263.3 | 1,843.7 | 419.6               |

### Rôle de la Chine en Asie orientale et du Sud et de l'Est et de l'Ouest et du Nord
La Chine effectue environ la moitié de ses échanges avec l'Asie (CEI et Moyen-Orient non compris). C'est en Asie du Sud-Est que la Chine est la plus active. Elle y a remplacé le Japon comme première puissance commerciale et a réorganisé autour d'elle les circuits commerciaux. Les échanges sont de nature divers, mais on note forte division internationale du travail. Certains produits passant par de nombreux pays au cours de leur fabrication. Ainsi, en 2003, 60 % des importations chinoises en provenance de Hong Kong, de Taïwan et de la Corée du Sud étaient en fait destinées à être réexportées. Il s'agit, par exemple, de produits électroniques dont les composants à forte teneur technologique sont réalisés à Taïwan et l'assemblage en Chine. Dans certains cas toutefois, la Chine se trouve en situation de rivalité commerciale avec d'autres pays de la région. En raison de son importance numérique et de son faible coût, la main-d'œuvre chinoise peut entrer en concurrence avec celle des pays les moins avancés de la région, tels que le Vietnam ou l'Indonésie, dont l'avantage comparatif en termes de production manufacturière réside dans des produits simples et faisant appel à des travailleurs faiblement rémunérés,. Néanmoins, la Chine renforce sa coopération économique avec l'Asie du Sud-Est. La constitution d'une zone de libre échange avec l'ASEAN représente une étape importante. Celle-ci, décidée en 2002, est effective depuis janvier 2010 avec la plupart des pays. Elle doit être étendue en 2015 aux pays les moins avancés de l'association : Vietnam, Cambodge, Laos, Birmanie.

### Investissements chinois à l'étranger
La Chine a développé une puissance financière considérable dans les années 2000. Celle-ci est due notamment à ses réserves de change, les plus élevées au monde, qui, début 2010, atteignent les 2 400 milliards de dollars. La majeure partie des réserves chinoises est placée en bons du Trésor américains. Il s'agit là d'investissements peu risqués, ce qui entraine des rendements moyens limités. Afin de diversifier ses avoirs, la république populaire de Chine a annoncé en 2007 la création d'un fonds souverain, la Chinese Investment Corporation . Sa dotation initiale en capital s'élevait à 200 milliards de dollars, qu'elle a notamment utilisés pour effectuer des placements en actions en Chine ou à l'étranger. Elle a par exemple acquis 10 % de la banque américaine Morgan Stanley.
Les investissements chinois à l'étranger ne se limitent pas à ces investissements de portefeuille : les entreprises chinoises, publiques ou privées, réalisent également des investissements directs, qui suscitent parfois un émoi dans les pays où ils sont effectués. À cet égard l'événement le plus commenté a sans doute été la proposition, faite en 2005 par le groupe pétrolier public CNOOC de racheter l'américain Unocal. L'offre a été refusée par Unocal, après de vives réactions médiatiques et politiques aux États-Unis.
Dans les pays en développement, d'abord en Amérique latine, puis en Afrique, la présence chinoise s'est considérablement accentuée dans les années 2000, et vise notamment à s'assurer l'accès aux ressources pétrolières ou minières. Des analystes estiment que la frontière entre investissement et aide publique au développement est ténue pour la Chine. En effet, Pékin a signé avec différents pays des accords qui consistent à la fois en prêts et en accords économiques impliquant des entreprises publiques chinoises. En décembre 2015, lors d'une réunion avec les dirigeants d'Amérique latine et les Caraïbes, la Chine a promis d'investir 250 milliards de $ et fixé un objectif de 500 milliards de $ dans le commerce bilatéral au cours des 10 prochaines années. Selon la Commission économique des Nations unies pour l'Amérique latine et les Caraïbes, les investissements directs de la Chine a atteint un total record de 173,4 milliards de $ en 2012. Ces accords portent surtout sur l'exploitation des ressources naturelles (51 %) le secteur manufacturier (12 %) et les services (37 %). Malgré, le rôle croissant de la Chine au cours des dernières années, les flux d'investissements directs étrangers reste dominé par les États-Unis et Europe - pour des raisons historiques et géopolitiques.
En revanche, le rôle et l'influence grandissante de la Chine peuvent être mieux calibrés en Afrique, qui présente un terrain de jeu géopolitique plus égal entre les États-Unis et la Chine. En Afrique, ils ont connu un développement soudain à partir de 2005-2006.
Les données précises de flux d'investissements directs chinois en Afrique sont difficiles à trouver, comme les données officielles sont incomplètes et même le nombre de sociétés chinoises présentes est incertain. Néanmoins, selon les données officielles, les flux d'investissements directs chinois ont augmenté de 390 millions de $ en 2005 à 3,3 milliards de $ en 2014, tandis que le stock d'investissement est passé de 1,6 milliard de $ à 32,35 milliards de $ sur la même période. Même en ignorant la présence de petites et moyennes entreprises qui ne sont pas capturés dans les statistiques officielles, les investissements chinois en Afrique sont en croissance à un taux annuel impressionnant de plus de 20 % avec 2 372 d'entreprises présentes officiellement en 2013.

#### Aide étrangère chinoise à l'Afrique
Selon les données officielles, l'aide chinoise s'élevait à 27 milliards de dollars en 2007, l'Afrique ayant remplacé l'Amérique latine comme premier bénéficiaire. Ses efforts d'aide ont fortement augmenté depuis 2009. De 2010 à 2012, l'aide étrangère de la Chine à l'Afrique était d'environ 14,9 milliards $ était équivalent à 35 pour cent de toute l'aide étrangère de la Chine avait fourni au cours des six dernières décennies. Cela met l'aide étrangère annuelle de la Chine sera d'environ 5 milliards $. La composition de son aide a évolué avec les prêts concessionnels représentant la majorité du financement de l'aide (51,7 %) et des subventions pour 36,2 % du total. Au cours de la même période, la part de l'Afrique dans l'aide chinoise a grimpé à 51,8 pour cent.
Entre 2001 et 2011, la croissance annuelle moyenne du commerce sino-africain a atteint 28 %.
Toutefois, cette aide est critiquée pour surtout aider la Chine : contrairement à l'aide américaine, l'aide chinoise soutient peu le développement, elle vise principalement des régimes autoritaires, et s'accompagne d'une hausse de la corruption.

### Investissements étrangers en Chine
Les entrées nettes des investissements directs à l'étranger (IDE) en Chine sont en moyenne de 2,2 milliards de dollars par an (en dollars internationaux courants) entre 1984 et 1989, de 30,8 milliards de dollars par an entre 1992 et 2000, et de 170 milliards de dollars par an entre 2000 et 2013. Alors que ces investissements sont initialement destinés en majeure partie à des secteurs à faible valeur ajoutée comme le textile, ou à des industries de transformation comme l'assemblage d'équipements électriques et électroniques avec des composants fabriqués hors de Chine, pour des entreprises mondiales détentrices des droits de propriété intellectuelle sur les produits, la situation évolue à partir de la fin des années 2000 : l'universitaire Philip S. Golub indique que « l'appropriation technologique, par le biais de transferts obligatoires pour les investisseurs étrangers, et la modernisation industrielle intersectorielle menée par l'Etat ont permis à la Chine de progresser régulièrement dans de nombreux domaines industriels et de capter une part croissante de la valeur ajoutée ».

## Démographie
Depuis les années 1950, le taux de croissance de la population a bondi, le taux de mortalité ayant chuté beaucoup plus rapidement que le taux de natalité, grâce à de meilleurs soins de santé et aux progrès de l'hygiène. Nourrir la population massive de la Chine a toujours été une difficulté majeure. En effet, dans les années 1950, l'approvisionnement alimentaire était insuffisant et le niveau de vie très faible. Cela a entraîné les autorités à lancer un important programme de contrôle des naissances. Le plan d'industrialisation de Grand bond en avant en 1958-1960 a été en grande partie responsable d'une famine épouvantable (45 millions de morts) et d'une baisse de la population en 1960. Un second essai de contrôle de la population a commencé en 1962 se concentrant sur les mariages tardifs et la contraception. En 1963, le pays se remettait de la famine et le taux de natalité a grimpé résultant en un fort taux annuel de croissance démographique de 3 %. La Révolution culturelle a suspendu le deuxième programme en 1966, mais a repris quatre ans plus tard en faisant du mariage tardif et de la limitation de la taille de la famille une obligation. En fait, le taux de croissance de la population a diminué de moitié entre 1970 et 1976. Mais il a vite plafonné, ce qui incita les fonctionnaires à demander des mesures encore plus drastiques. En 1979, ils ont introduit la politique de l'enfant unique exigeant des couples d'ethnie Han (la grande majorité) d'avoir un seul enfant (la loi a largement exemptés des minorités ethniques). Malgré des ajustements mineurs, cette politique draconienne a été mise en place jusqu'à son annulation à la fin de 2015, en raison de profondes distorsions dans sa structure démographique et d'énormes conséquences pour les perspectives de croissance future.

### Les défis d'une population vieillissante
La vitesse et la portée du changement de la démographie de la Chine ont pris Pékin au dépourvu. En Chine, les enfants ont traditionnellement pris en charge leurs parents âgés à la retraite. Ce système de solidarité entre les générations fonctionne bien si la population est en croissance et s'il y a relativement peu de personnes âgées. Cependant, la politique de l'enfant unique, combinée à un taux de mortalité qui diminue rapidement, a changé radicalement la dynamique démographique. Ainsi, dans un avenir proche, un seul adulte aura souvent à soutenir ses parents, mais aussi ses grands-parents. En fait, compte tenu de ces contraintes démographiques, un débat se développe sur le thème « la Chine va-t-elle devenir vieille avant de devenir riche ? ».
Mais ces résultats ne sont pas inévitables et dépendront de la capacité de la Chine à améliorer nettement la productivité médiocre de ses entreprises publiques et à moderniser certains secteurs largement devancés par les normes mondiales. Ces changements seront facilités par les améliorations importantes dans le niveau d'éducation de sa population active et l'émergence récente d'universités de première classe,. Un autre facteur clé de l'amélioration de la productivité consistera à mettre fin à l'énorme gaspillage de capital subventionné : les entreprises publiques reçoivent d'énormes subventions cachées (300 milliards de dollars) par la sous-évaluation du coût de capital, par le biais d'approvisionnements à prix subventionnés et de taux d'intérêt artificiellement bas. Ces facteurs punissent les épargnants et encouragent les dépenses en capital inutile sur des projets de prestige tels que les autoroutes et les ponts qui ne mènent nulle part. La clé pour résoudre ces problèmes est la libéralisation financière qui est introduite lentement au cours de la dernière décennie. Les entreprises publiques sont désormais également tenues de verser des dividendes au gouvernement à partir de leurs bénéfices oligopolistiques.
Au début des années 1980, la population de la Chine a atteint environ 1 milliard et au début des années 2000 elle a dépassé 1,3 milliard. Au cours des années 1980, la croissance moyenne de la population était d'environ 1,5 %. Dans les années 1990, ce taux est tombé à environ 1 %. Aujourd'hui, il est d'environ 0,6 %, l'un des plus bas pour un pays en développement. La Chine est actuellement le pays qui vieillit le plus rapidement dans le monde. Il y a trois décennies, seulement 5 % de la population avait plus de 65 ans. On estime qu’en 1980 environ 650 millions de personnes étaient en âge de travailler. En 2015, 123 millions de personnes, soit 9 % de la population, étaient âgés de plus de 65. Une étude d'un groupe de réflexion du gouvernement prévoit que la Chine va devenir la société la plus âgée au monde en 2030. En outre, d'ici 2050, la population âgée de la Chine pourrait atteindre 330 millions, soit un quart à 31 % de sa population totale,. En revanche, les enfants et les jeunes de moins de 20 ans pourraient tomber à 21 % de sa population.
Ces distorsions sont la source d'une pression croissante sur la pyramide d'âges et structures sociales existantes. En fait, la population en âge de travailler (15 - 64 ans) en proportion du total a diminué en 2011. Mais, la main d’œuvre a continué à augmenter en raison de l'exode rural continu, quoique plus lentement. Néanmoins, le ratio de dépendance (le nombre de personnes n'étant pas en âge de travailler à celui des personnes qui le sont) reste relativement faible en raison de la politique de l'enfant unique qui restreint le flux de nouveaux entrants. Cependant, sa population qui vieillit rapidement, combinée au ralentissement de l'exode rural, signifie que la Chine a atteint son "point de tournant" de Lewis en 2015. Ainsi, en raison de la diminution de la main-d'œuvre, le potentiel de croissance sera probablement nettement plus bas à l'avenir.

### Systèmes de sécurité sociale
Dans ce contexte, les pensions, les soins de santé et les systèmes de sécurité sociale sont très sous-développés. Le fonds de pension chinois, mis en place en 1997, est inadéquat, et ses réserves sont très faibles. Selon le Conseil national pour la Caisse de sécurité sociale, les réserves de pension sont seulement de 2 % du PIB, comparé à 83 % en Norvège, 25 % au Japon et 15 % aux États-Unis. Par conséquent, les niveaux de prestations sont très faibles, surtout dans les campagnes où et où les pensions couvrent environ un tiers des personnes âgées, qui reçoivent un paiement mensuel de seulement 12 $. Les services et équipements orientés vers les soins aux personnes âgées sont rares, alors que près de 23 % des personnes âgées en Chine ne peuvent pas prendre pleinement soin d'elles-mêmes, conduisant à un phénomène nouveau de personnes âgées abandonnées,. Ces déficiences sont encore amplifiées par la baisse des taux de fécondité, inférieurs au seuil de remplacement de la population (entre 2,05 à 2,10 naissances par femme âgée de 15 à 49 ans), à seulement 1,7 en 2013,. En outre, il existe un déséquilibre important entre les taux de natalité des hommes et des femmes, de telle sorte qu'environ 40 millions d'hommes seront incapables de trouver une femme,. Les opinions divergent sur l'impact de la fin de la politique de l'enfant unique sur les futurs taux de natalité ; mais de nombreux analystes pensent que les effets haussiers seront modestes, en raison de l'urbanisation rapide, des frais de garde d'enfants et de la tendance à la hausse du travail des femmes dans les villes.
En 2018, le budget de la Chine consacré à la santé est plus de deux fois plus élevé que celui de l'Inde.

## Transports et infrastructures
La Chine a la même surface géographique que les 48 états des États-Unis continentaux. Par conséquent, le développement des transports et des infrastructures joue un rôle essentiel dans son économie et la défense nationale. Bien que son système de transport a connu des développements majeurs depuis 1949, l'accès aux zones intérieures reste difficile et un obstacle majeur au développement économique.
Immédiatement après que la république populaire de Chine ait été fondée, l'objectif principal était de réparer l'infrastructure de transport existante afin de répondre aux besoins du transport militaire et logistiques ainsi que de renforcer l'intégrité territoriale. Durant les années 1950, de nouveaux liens routiers et ferroviaires ont été construits, et les anciens liens ont été améliorés. Pendant les années 1960, une grande partie de l'amélioration du transport régional sont devenus la responsabilité des gouvernements locaux, et de nombreux petits chemins de fer ont été construits. L'accent a également été mis sur le développement des transports dans les zones rurales, montagneuses et forestières éloignées, afin d'intégrer les régions les plus pauvres du pays et d'aider à promouvoir les économies d'échelle dans le secteur agricole.
Avant que l'ère des réformes ait commencé dans les années 1970, les réseaux de transport étaient surtout concentrés dans les zones côtières et l'accès aux régions intérieures était généralement médiocre. Cette situation a été considérablement améliorée depuis lors, les chemins de fer et des routes ont été construites dans les régions reculées et frontalières du nord-ouest et sud-ouest.
Dans le même temps, le développement du transport international a également été poursuivi, et du champ d'application la navigation maritime a été considérablement élargi. La Chine est devenue au 1er janvier 2010 la troisième nation maritime du monde avec 3633 navires pour 104,452 millions de tonnes de port en lourd. Une part importante de ce tonnage (60,72 %) est immatriculée à l'étranger. À ces nombres, il faut rajouter la flotte de Hong Kong (8e mondiale), qui s'élève à 34,41 millions de tonnes de port en lourd répartis sur 680 unités. Le trafic portuaire de la Chine est également très important: avec des ports comme Shanghai, Shenzhen ou Guangzhou qui comptent parmi les plus importants du globe, son trafic conteneurs total s'élevaient au 1er janvier 2009 à 115 934 578 TEUs, ce qui place le pays en première position pour cette spécialité.
| Mode de transport | Passagers par km | Passagers par km | Tonnes de marchandises par km | Tonnes de marchandises par km |
| ----------------- | ---------------- | ---------------- | ----------------------------- | ----------------------------- |
|                   | 1985             | 2005             | 1985                          | 2005                          |
| Routier           | 32               | 53               | 10                            | 21                            |
| Ferroviaire       | 60               | 35               | 71                            | 51                            |
| Maritime          | 6                | 0,4              | 19                            | 27                            |
| Aérien            | 2                | 12               | 0                             | 0,2                           |

Le transport de marchandises est principalement assuré par le transport ferroviaire. Le secteur ferroviaire est monopolisé par la compagnie nationale China Railway, qui était anciennement le Ministère des chemins de fer et il y a une grande variation dans les services fournis. En 2007, la Chine a lancé son propre train à grande vitesse (TGV) développé localement. Une ligne TGV de Pékin à Shanghai a été ouverte en 2011 qui couvre les 1 300 km en 5 heures, à une vitesse de pointe de 300 km/h. À la fin de 2015, la Chine a construit un réseau ferroviaire à grande vitesse de plus de 19 000 km, dépassant de loin celle de tout autre pays et un réseau à grande vitesse plus grand que l'ensemble de l'Union européenne. En outre, ses capacités technologiques et d'ingénierie ont de fait de la Chine un acteur planétaire, lui permettant de construire le premier système de TGV des États-Unis en Californie. Des projets similaires ont été signés pour la Russie, la Thaïlande et l'Indonésie et seront encore renforcé quand la Banque d'infrastructure en Asie devient opérationnel.
Le système de l'aviation civile Chinoise reste relativement peu développé par rapport à son système de TGV, pourtant il est le marché le plus dynamique dans le monde. En novembre 2012, il y avait 182 aéroports commerciaux en Chine. Dans le cadre du plan national, 82 nouveaux aéroports commerciaux sont à construire entre 2011 et 2015. Entre 2009 et 2014, le nombre total de passagers a augmenté de plus de 47 % à 390,2 millions, étant second seulement aux États-Unis en 2014. La Chine compte actuellement 13 lignes aériennes internationales et environ 30 compagnies aériennes nationales.
Paradoxalement, malgré son progrès rapide, l'investissement dans l'infrastructure de la Chine a été souvent critiqué comme excessif. Pourtant certains économistes soutiennent la thèse que l'écart de développement entre la Chine et d'autres économies émergentes comme le Brésil, l'Argentine et l'Inde peut être attribuée dans une large mesure de la priorité donnée au début sur les projets d'infrastructure ambitieux: alors que la Chine a investi près de 9 % de son PIB à l'infrastructure dans les années 1990 et des années 2000, la plupart des économies émergentes ont investi seulement 2 % à 5 % de leur PIB. Cet écart de dépenses considérable a permis à l'économie chinoise à croître rapidement, tandis que de nombreux pays en développement souffrent de goulots d'étranglement de développement (réseaux de transport pauvres, le vieillissement des réseaux électriques, des écoles médiocres...).

## Science et technologie
La science et la technologie en Chine se sont développés rapidement au cours des dernières décennies. Le gouvernement a mis l'accent sur le financement, la réforme, et le statut social de la science et la technologie, comme un élément fondamental de l'évolution socio-économique du pays et le prestige national. La Chine a fait des progrès rapides dans des domaines tels que l'éducation, l'infrastructure, de la fabrication de haute technologie, les publications académiques, les brevets, les applications commerciales, et est maintenant dans certains domaines et par certaines mesures un leader mondial (par exemple la construction de TGV, ou la fabrication de smartphones avec Huawei qui est devenu en 2019 le deuxième plus gros vendeur devant Apple). La Chine vise l'innovation indigène comme une priorité, dans le cadre de son objectif de se transformer d'une économie de fabrication à une fondée sur la connaissance et savoir faire dans la décennie à venir. À cet égard, la Chine a obtenu 7,26 millions de diplômés de l'université en 2014, sept fois plus qu'en 1999.

### Recherche et développement: les innovations technologiques chinoises
En 2012, la Chine a déposé plus de brevets que tout autre pays. Les sceptiques affirment que ce sont des idées triviales, où les normes sont bien moins élevés; et donc non vraiment «novateurs». Mais une étude réalisée par l'Organisation mondiale de la propriété intellectuelle de l'ONU montre qu'une proportion faible, mais en croissance rapide, de brevets chinois, sont des normes mondiales. Ainsi, Huawei et ZTE comptent pour 29 % des demandes de brevets chinois étrangère, tandis que d'autres entreprises telles que Lenovo, Sinopec et BYD sont également à la hausse. En fait, Foxconn est 5e, en déposant plus de 12 000 brevets étrangers - pour les machines, la technologie informatique et audio-vidéo - montrant que sa réputation comme un atelier clandestin de faible technologie est largement périmé. Alors, selon l'UNESCO, la Chine a maintenant 80 technopôles, comparés avec 23 au Japon et 18 en Corée du Sud.

## Traductions en chinois
Sinogrammes simplifiés de noms propres ou expressions chinois évoqués dans le texte.
1. ↑  中国银行, abrégé couramment en 中行
2. ↑  中国建设银行; abrégé couramment en 建行
3. ↑  中国工商银行, abrégé couramment en 工行
4. ↑  中国农业银行股份有限公司, abrégé en 农行
5. ↑  中国投资有限责任公司